# Tembleque
Pour les articles homonymes, voir Tembleque (homonymie).
Tembleque est une commune d'Espagne de la province de Tolède dans la communauté autonome de Castille-La Manche.

## Géographie
Tembleque est située au centre géographique de la péninsule ibérique, au bord de la voie rapide A-4 qui relie Madrid avec l'Andalousie. Il se trouve à 92 km de Madrid, et à 55 km de la capitale de la province Tolède. Son altitude est de 637 m.

## Histoire
L'histoire de Tembleque est liée à celle de la ville de Tolède. Par sa géographie, elle s'associe au territoire des carpétans, romanisé à partir de 193 av. J.-C., année de la conquête de Toletum (Tolède). Après le déclin de Rome, la région est occupée par les visigoths, et en 711 par les armées musulmanes.
Plus tard, elle est conquise par les troupes chrétiennes après la prise de Tolède par Alphonse VI de León en 1085, y mise sous domination de Consuegra. En 1509, la reine Jeanne Ire de Castille lui accorde le statut de villa. Sa bonne situation, l'importance que représente la vente de laine et la transhumance font de cette époque une étape florissante pour Tembleque.
Pendant le Moyen Âge, la ville connaît une phase de décadence qui s'accroît encore aux XVIIIe et XIXe siècles. Au XXe siècle, après la mécanisation agricole, la population de Tembleque se stabilise autour de 2 500 habitants, qui dépendent principalement des activités agricoles et du secteur des services. Depuis les années 1990, l'implantation d'usines et les bonnes voies de communication de la localité ont permis à Tembleque de maintenir sa population et de diversifier ses activités.

### Les Hospitaliers
Vers 1183, le roi Alphonse VIII de Castille fait donation de Consuegra et de son territoire à l'ordre de Saint-Jean de Jérusalem.
Après la bataille de Las Navas de Tolosa, le prieur de l'Ordre de Saint Jean de Jérusalem octroie le statut de village à Tembleque en 1241.

## Monuments

### Plaza Mayor
C'est un ensemble architectural typiquement manchègue classé en Espagne Bien d'intérêt culturel sous le numéro RI-53-0000152 depuis le 22 février 1973. Elle est de forme carrée avec des portiques sur colonnes toscanes de granit (au rez-de-chaussée) et des corridors ou galeries aux deux étages supérieurs. Les colonnes porteuses ornementées en bois (aux premier et deuxième étage) respectent le style des constructions populaires du XVIIe siècle. Des ornementations en plâtre représentent de la végétation et des croix de l'Ordre de Saint Jean de Jérusalem, comme tribut à sa tutelle médiévale. Cette place est la plaza mayor, c'est-à-dire la place principale de Tembleque. Elle a été conçue pour une double fonction, celle de centre de vie de village et celle de plaza de toros (arène taurine) raison pour laquelle les corridors des deux étages supérieurs sont ouverts sur la place, servant ainsi de balcons pour le spectacle. Les spectateurs peuvent circuler autour de la place dans ces étages de balcons, moyennant des ponts ajourés au-dessus des deux entrées de la place. Sur un des côtés de la place se trouve l'ayuntamiento (la mairie). L'ensemble a été construit en 1653-1654 avec le souci d'une architecture homogène et unitaire. Elle a été construite sous le règne de Philippe IV et inaugurée par le souverain lui-même, avec la célébration d'une corrida. L'accès principal est couvert par un espace ajouré couronné par un mirador au toit à quatre pentes, lui-même formant un troisième étage de balcon. La plupart des colonnes et des piliers originaux ont été remplacés par des nouveaux à la fin du XXe siècle. Les choix architecturaux semblent inspirés du Corral de comedias, théâtre semi-ouvert du XVIIe siècle de la ville manchègue d'Almagro située à 110 kilomètres au sud de Tembleque.

Vue panoramique de la Plaza mayor de Tembleque.

Tout au long de l'année 2016 et au début de 2017, ont eu lieu des travaux de réhabilitation de la façade ouest de la place, qui s'était écroulée en 2013 sur une largeur de 3 mètres et sur un étage au niveau d'une demeure en ruine. Ces travaux ont été financés pas le Ministère de la Culture, la Mairie de Tembleque et par la Consejería de Cultura de Castilla-La Mancha (Ministère de la culture de la communauté autonome de Castille-La Manche).

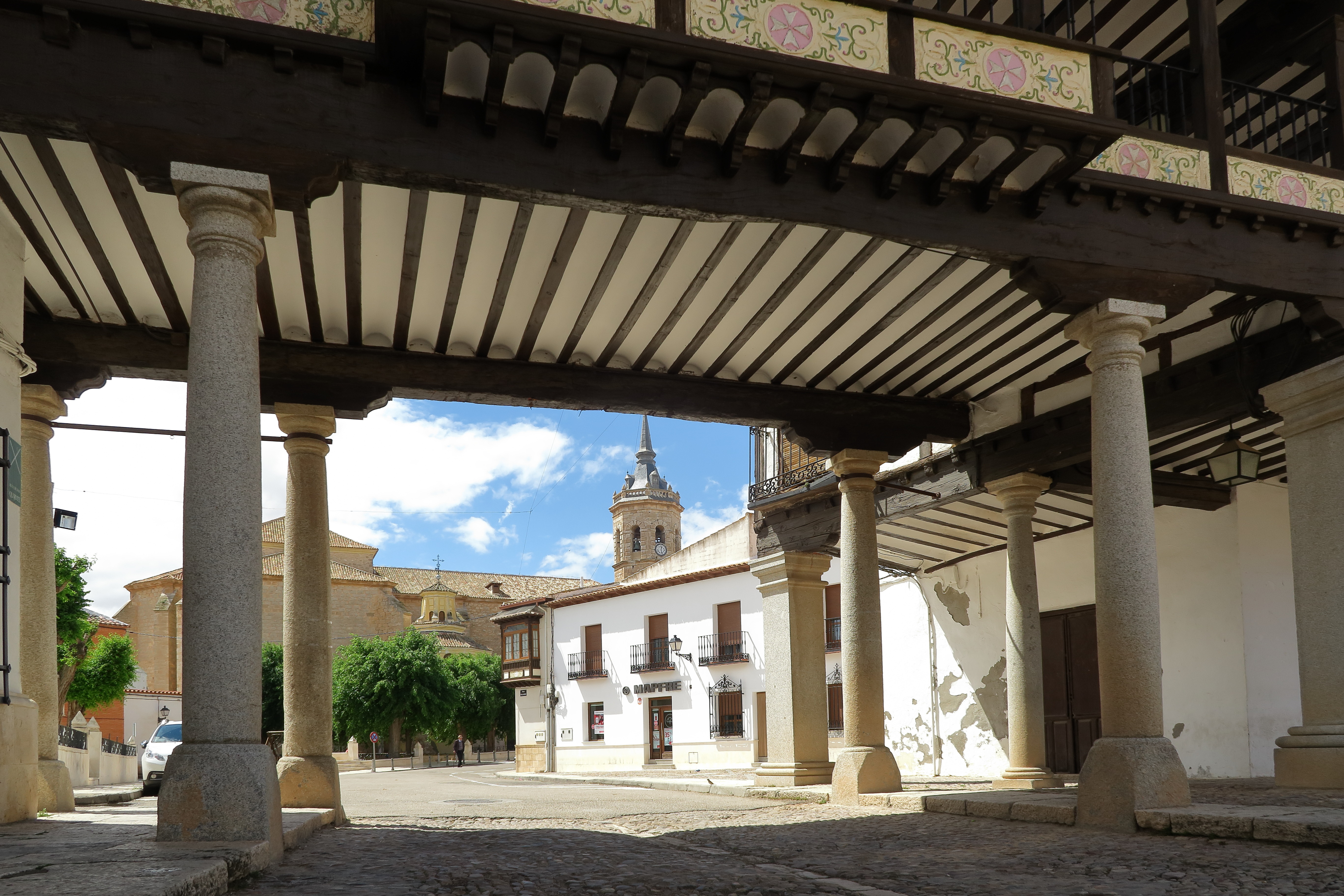
Entrée nord de la Plaza mayor
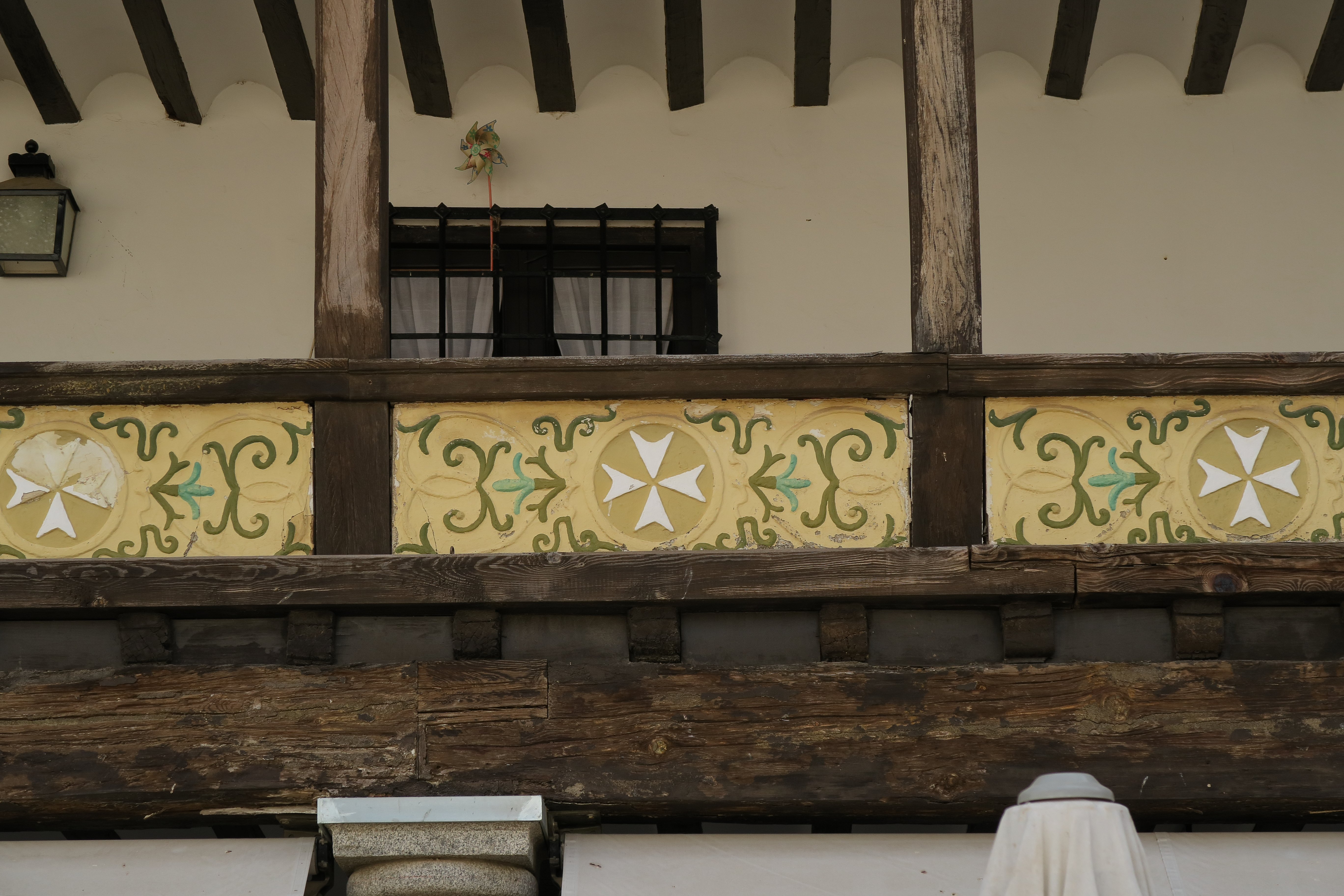
Décorations de l'Ordre de Saint Jean de Jérusalem
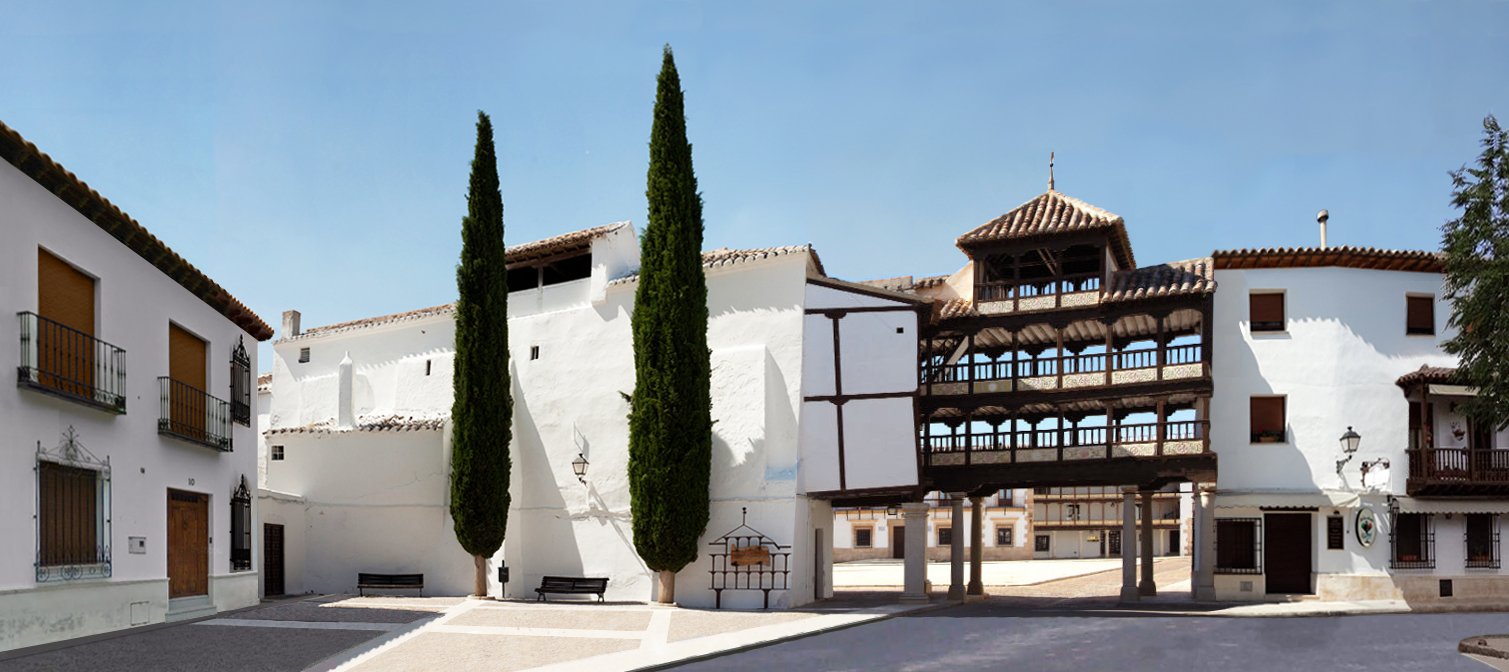
Entrée de la Plaza Mayor de Tembleque (partie arrière), et Plaza Orden, balcons ajourés et mirador
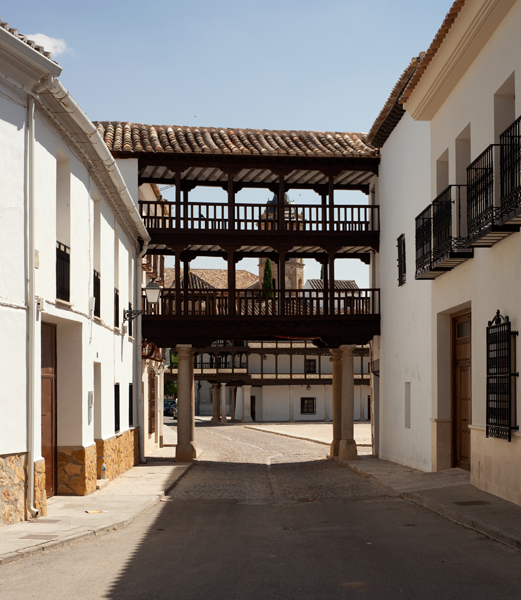
Autre entrée de la place

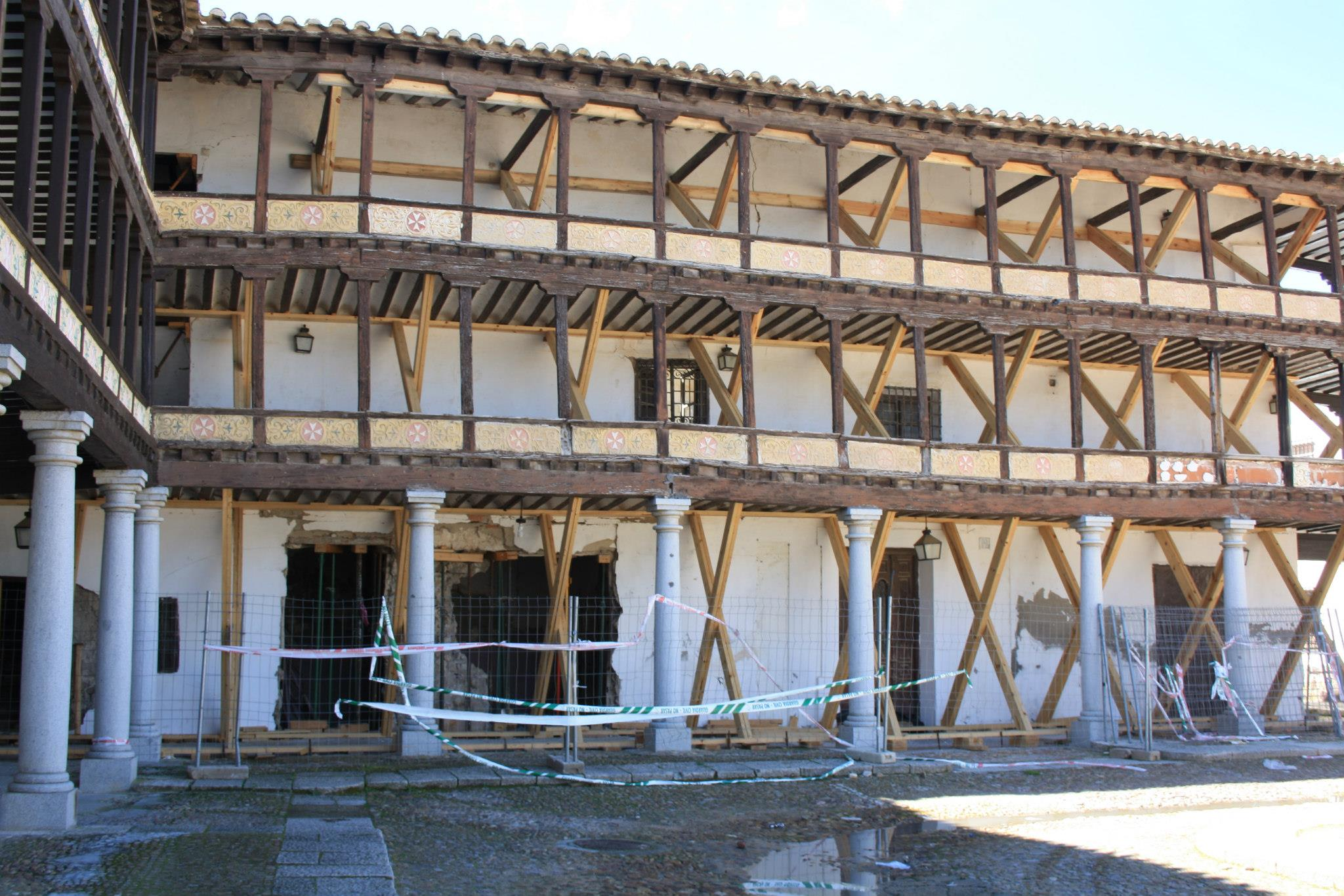
Plaza Mayor, partie menaçant ruine et consolidée en 2013
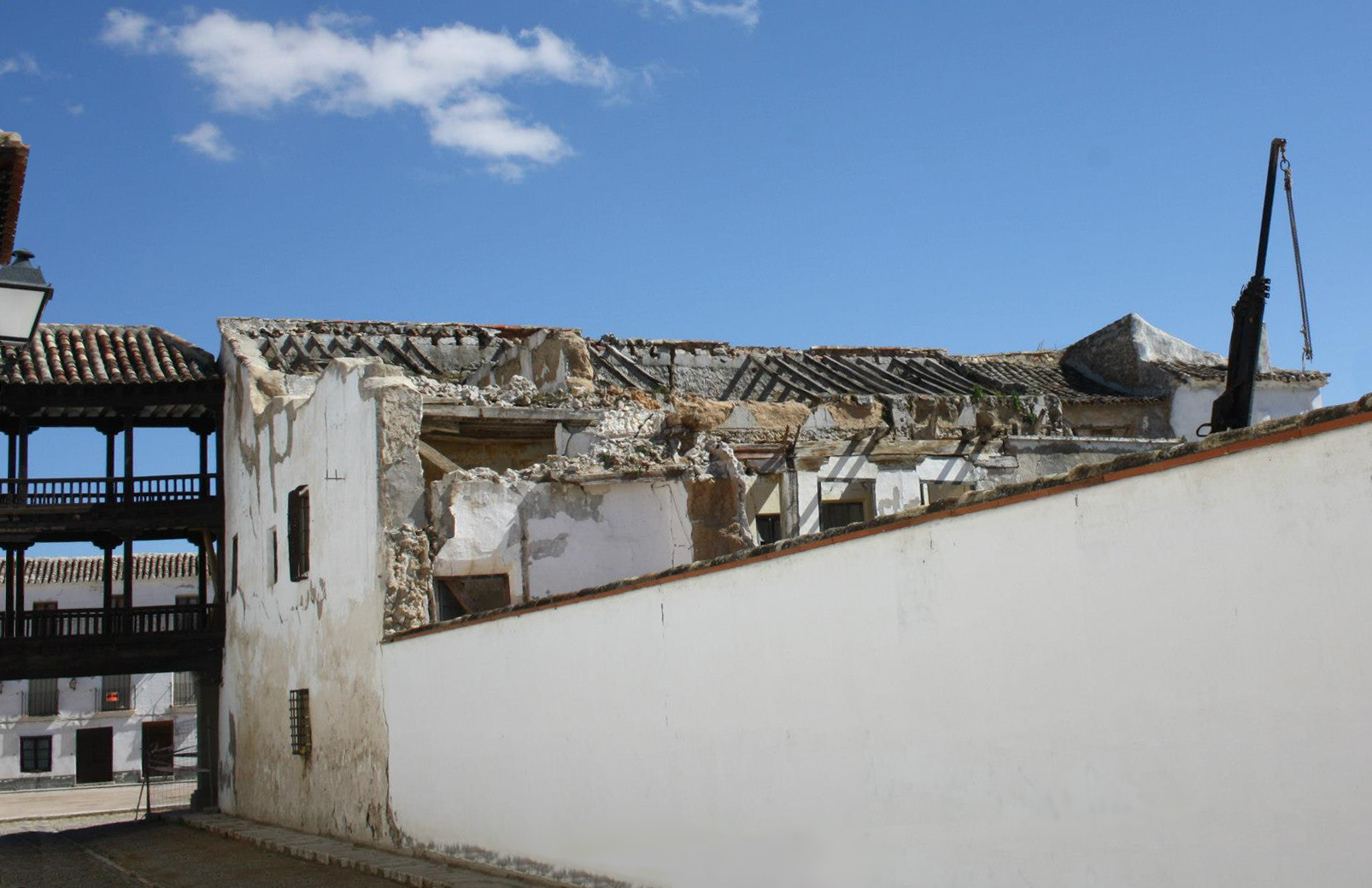
Plaza Mayor, partie arrière ruinée en 2013

### Casa de las Torres
La Casa de las Torres (la Maison des Tours), de style baroque, a été construite par Don Antonio Fernández Alejo au XVIIIe siècle, en 1753 comme maison-palace. Elle possède un plan carré avec un patio central, des colonnes toscanes de pierre et une double galerie. Un portail, d'une grande richesse ornementale, en fait un élément remarquable. Cette demeure est déclarée Bien d'intérêt culturel depuis 1979.

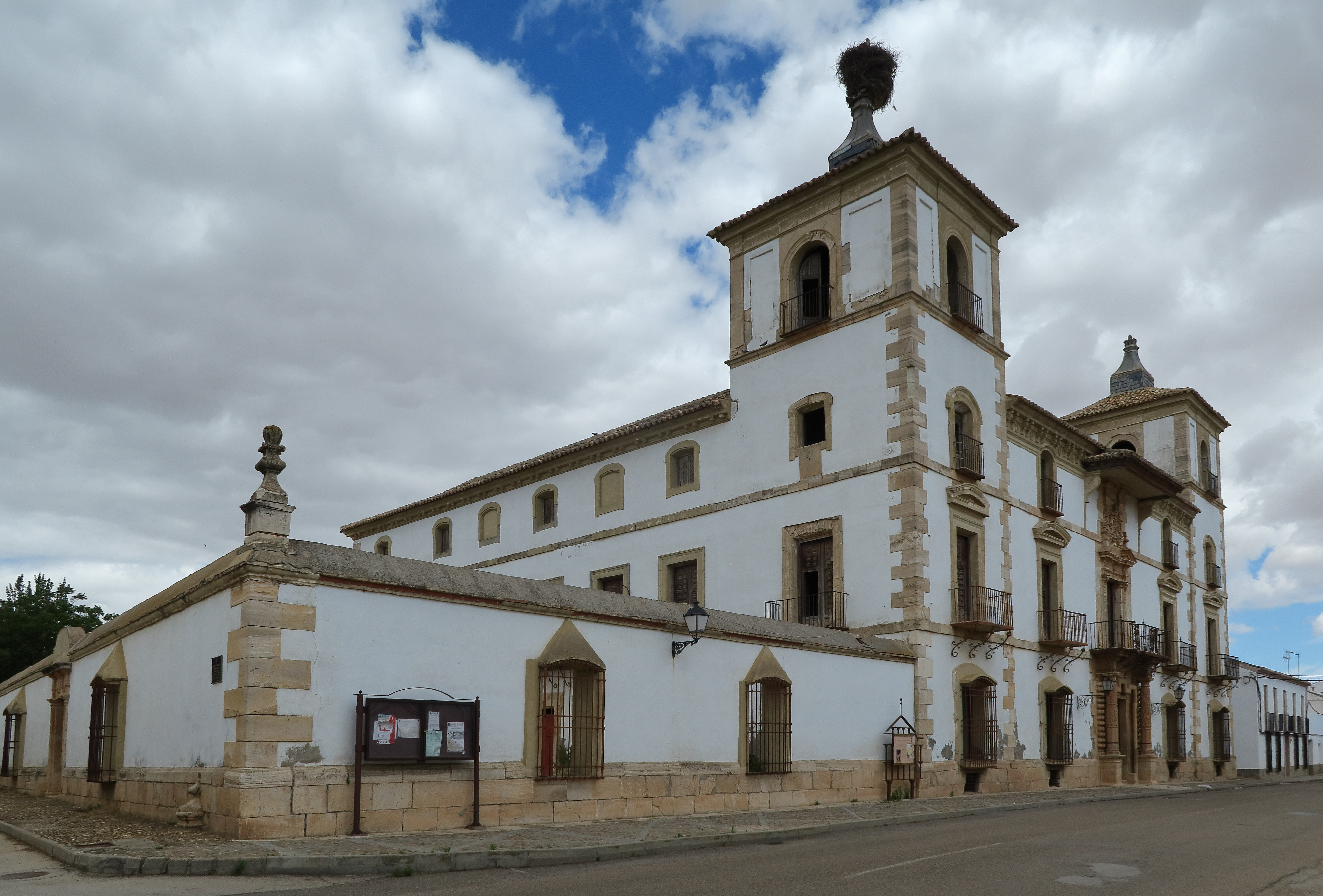
Casa de las Torres
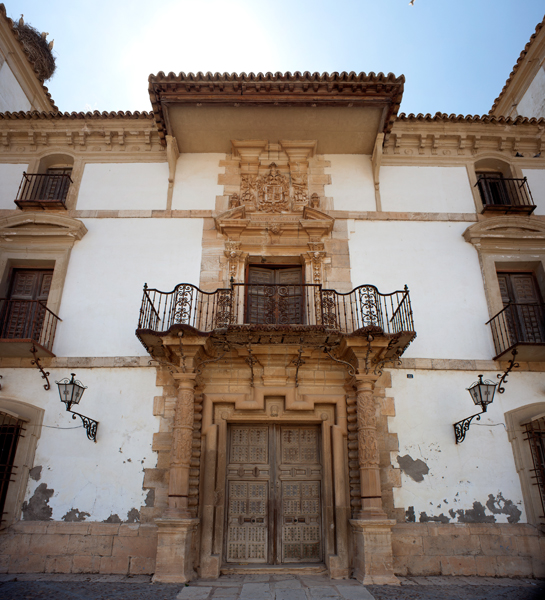
Détail de la façade
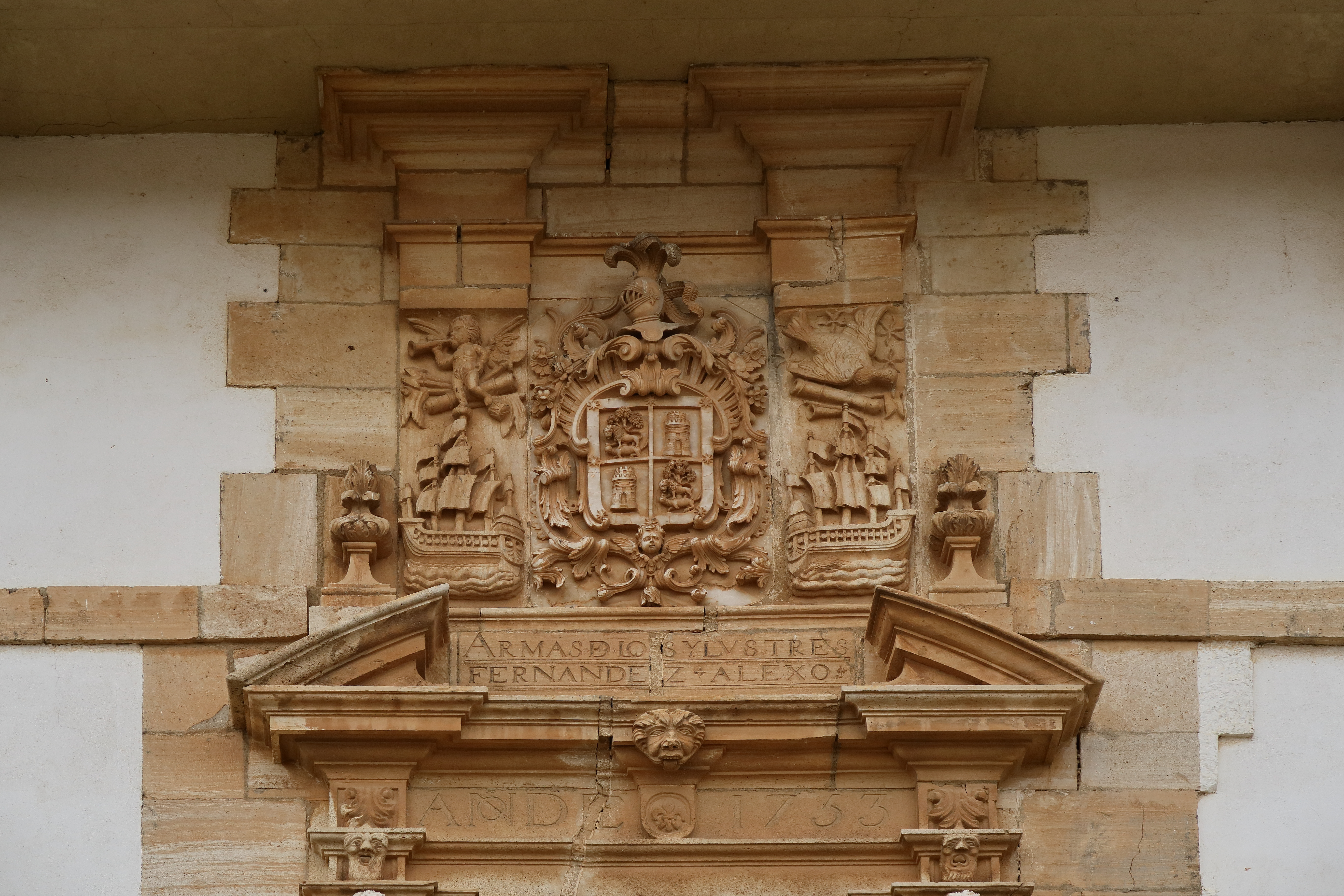
Blason du portail
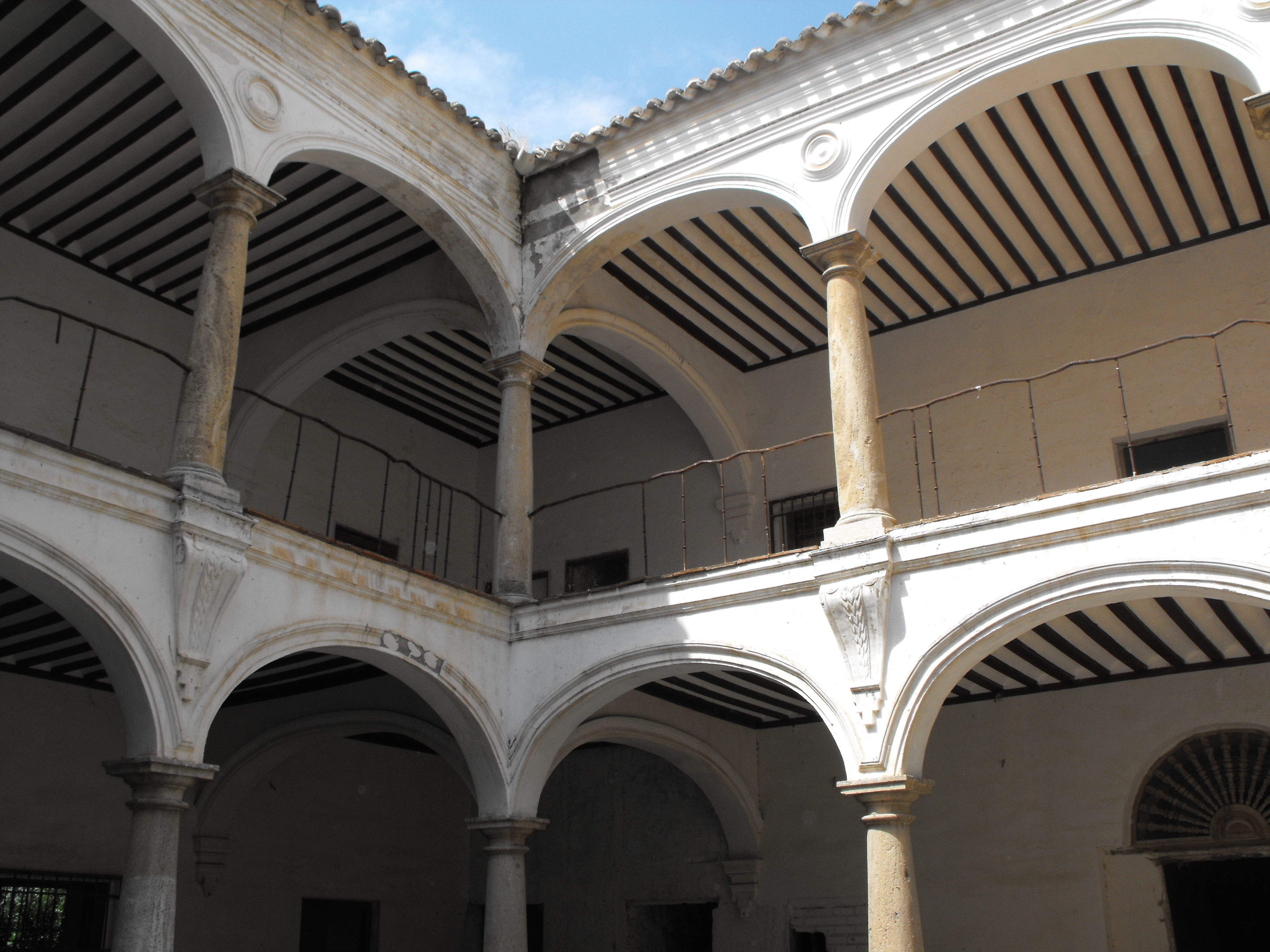
Double galerie intérieure

### Casa de Postas
Également connue comme El Parador de Afuera (« Le Parador de dehors ») ou El Cuartel Viejo (la Vieille Caserne), il s'agit d'une « énorme maison » située dans les environs de Tembleque sur l'ancienne route de Madrid-Cádiz, en face de la Caserne de la Guardia Civil. C'est une imposante maison rurale d'aspect sobre et rustique, aux solides murs et aux étroites fenêtres, couverte de tuiles romaines, les bordures de toits étant décorées de frises en pierre.

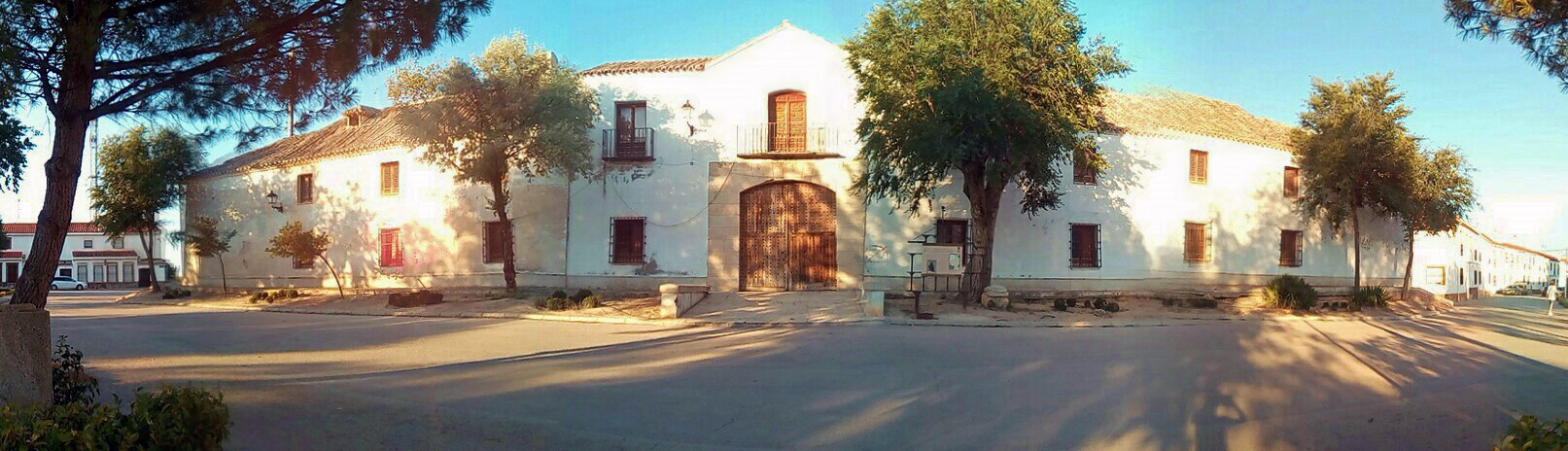
Partie avant de la Casa de Postas

Construite au XVIIIe siècle sur un plan rectangulaire de 60 mètres par 40, elle est composée de trois parties : le corps central de hauteur supérieure, qui comportant un imposant portail, 3 balcons un petit fronton surbaissé dénué d'ornements, ainsi que deux parties latérales ouvertes respectivement de 6 fenêtres à gauche et de 7 à droite, le tout sur deux étages. Le portail donne sur une vaste entrée intérieure qui comprend l'escalier permettant d'accéder à l'étage supérieur, ainsi qu'un espace postérieur. Dans les corps latéraux se trouvent les habitations et les écuries à l'arrière, les deux étant séparées par de petits patios.
Alors que la façade est de bonne présentation, les deux parties latérales arrières sont en ruine en 2017.

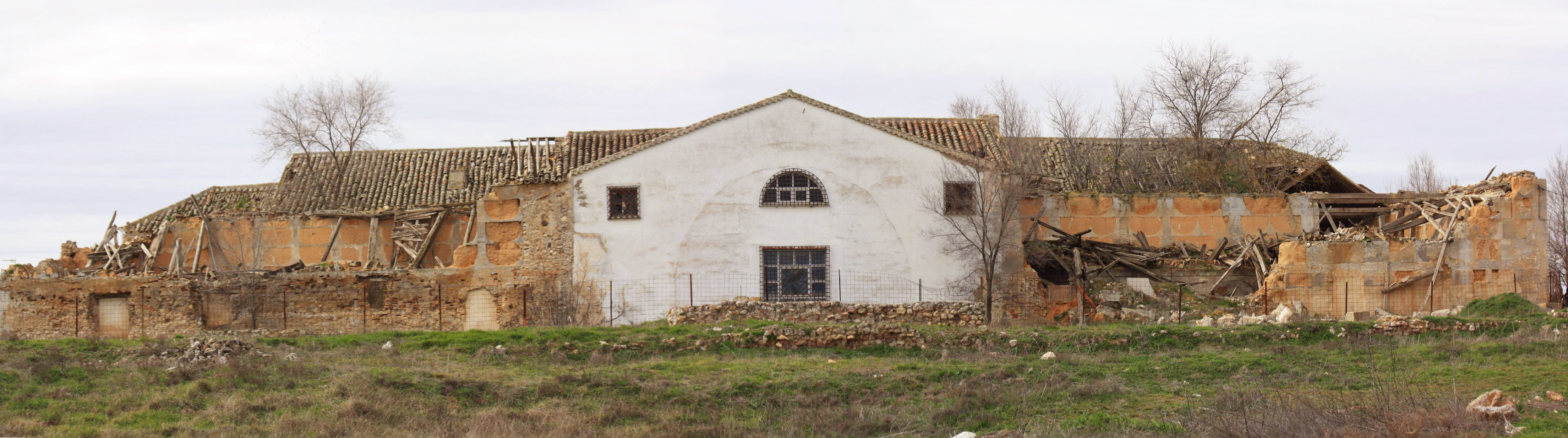
Partie arrière en ruine

La Casa de Postas était au préalable une demeure servant de repos pour les chevaux des services de courrier et de postes (postas) et aux diligences. Elle a plus tard servi de caserne pour la Guardia civil, puis de logements et enfin d'École atelier (Escuela taller).

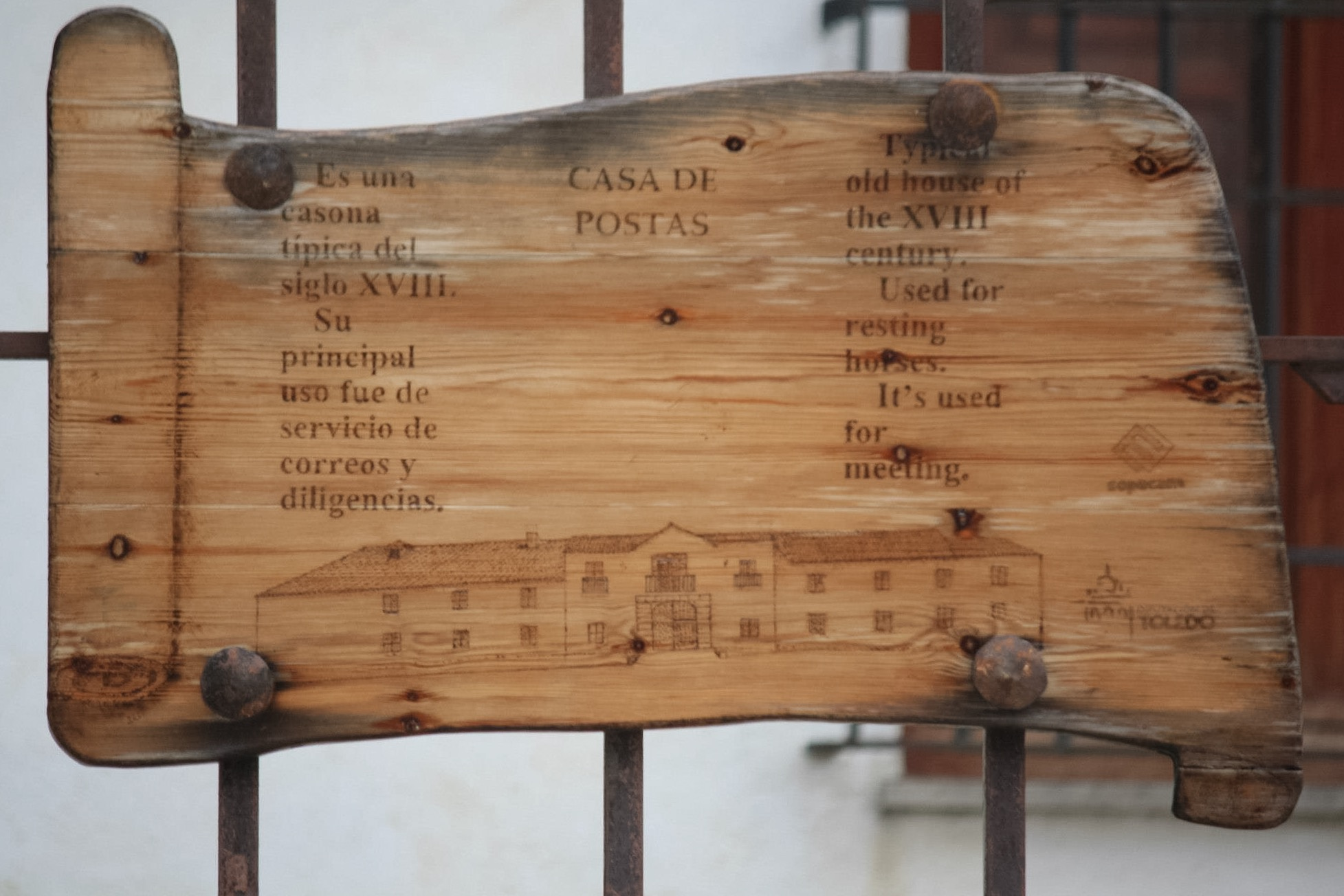
Panneau informatif
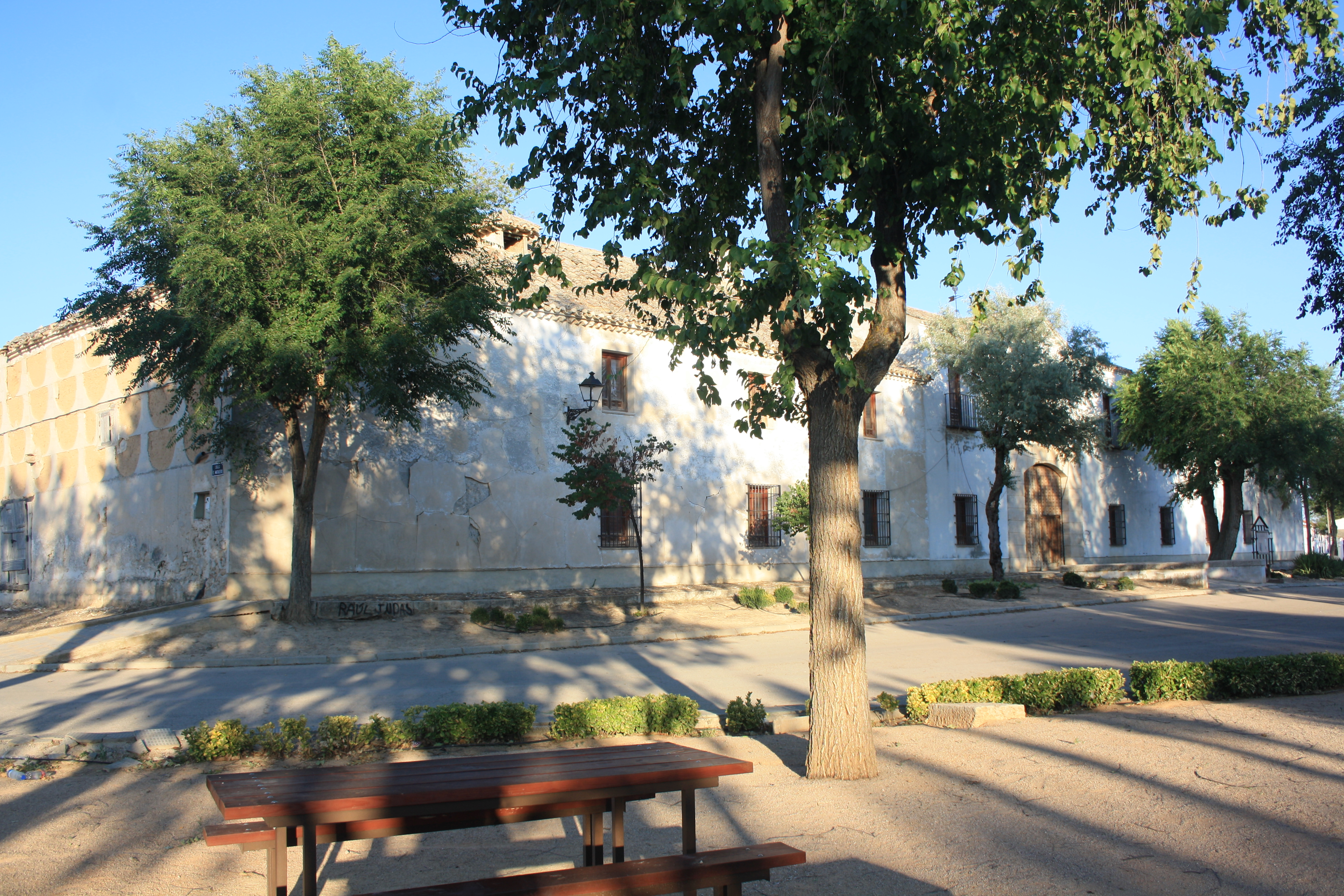
Vue latérale depuis le Parc de la Casa de Postas
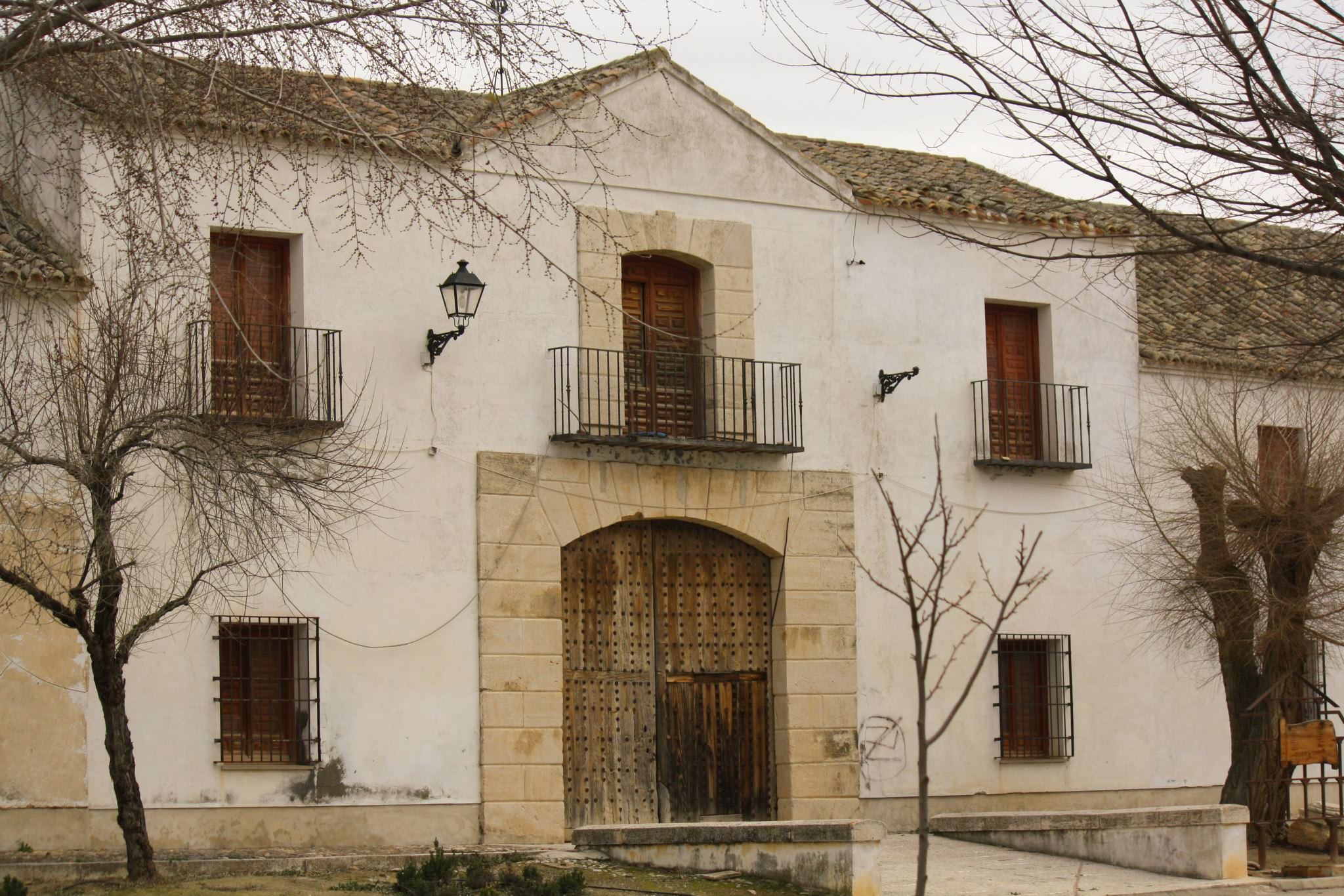
Détail de la partie centrale
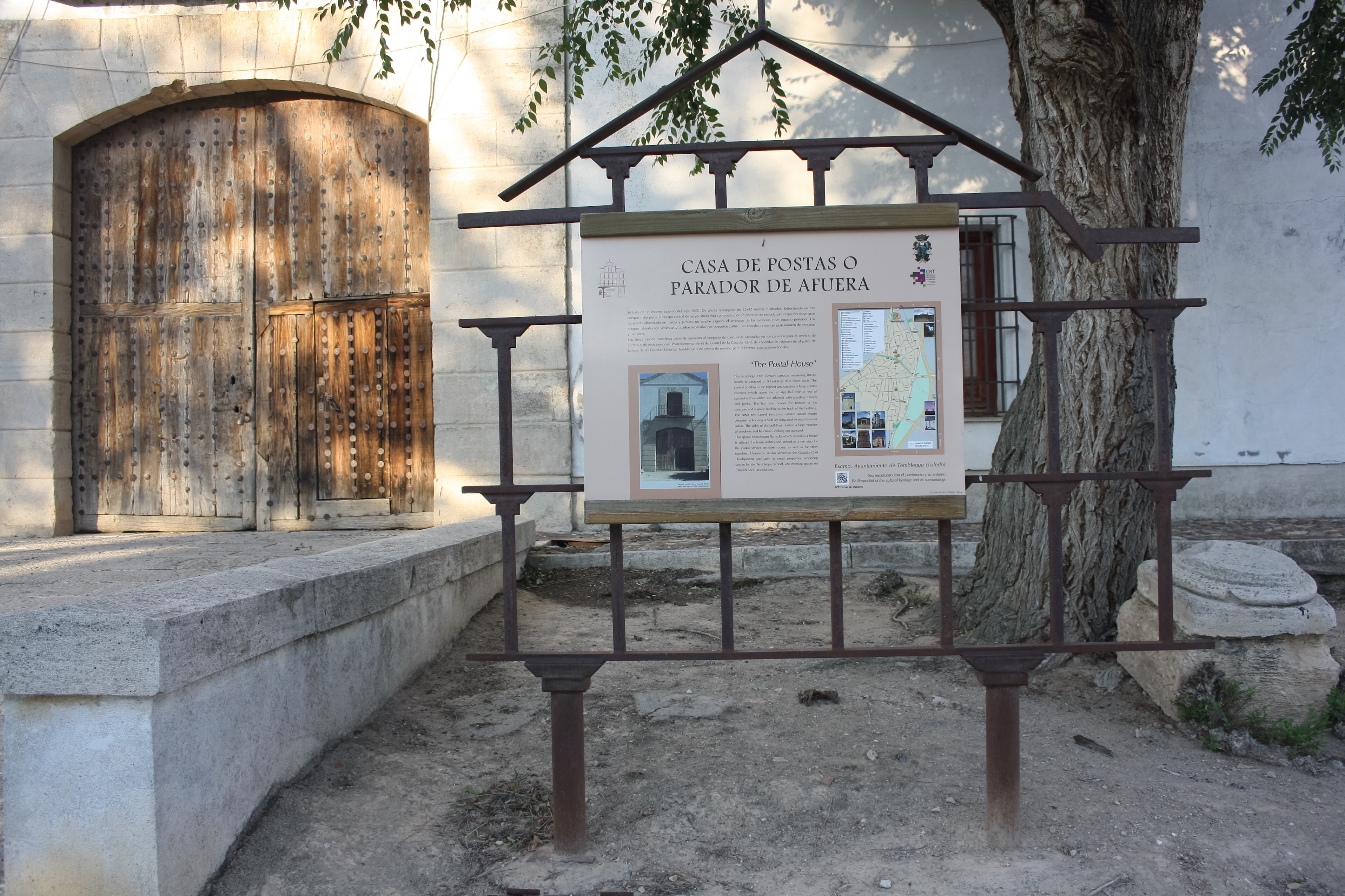
Panneau informatif

L'entrée intérieure, blanchie à la chaux, est une vaste voûte en plein cintre sur piliers, elle-même percée d'une quinzaine d'ouvertures en plein cintre par étage, donnant pour certaines sur des fenêtres, et formant des ouvertures aveugles pour les autres, le tout sans aucune forme de décoration. Les ouvertures de l'étage supérieures donnent sur une galerie interne qui permet d'en faire le tour.
Le film Pájaros de papel du réalisateur espagnol Emilio Aragón (es) a été partiellement tourné dans la Casa de Postas de Tembleque en 2010.

### Église de Nuestra Señora de la Asunción
L'église de Nuestra Señora de la Asunción, construite au XVIe siècle et agrandie au XVIIIe siècle est à la charnière des styles gothique et renaissance. Basée sur un plan en forme de croix latine, elle possède un chœur polygonal, une seule nef avec une voûte en croisées d'ogives de style gothique et diverses chapelles latérales qui se détachent nettement à l'extérieur : celle de Jesús de Nazareno (celui-ci étant le saint patron de la ville) datant de 1765, et la Ermita de la Virgen del Rosario (Chapelle de la Vierge du Rosaire) datant de 1756 et dotée d'une tour-lanterne.

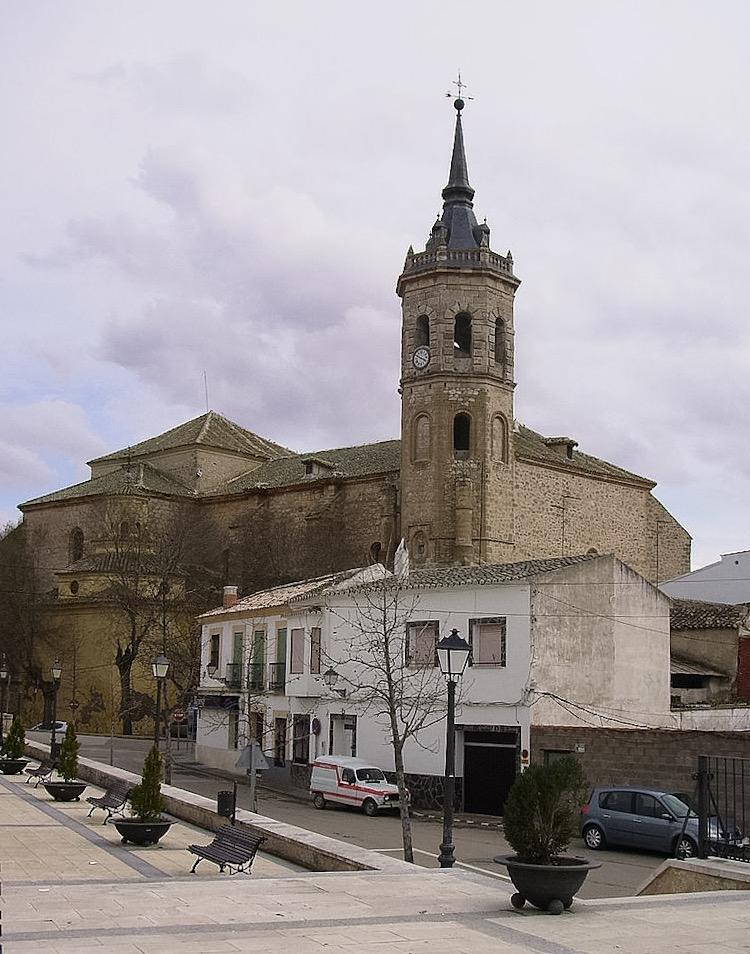
Église de Nuestra Señora de la Asunción
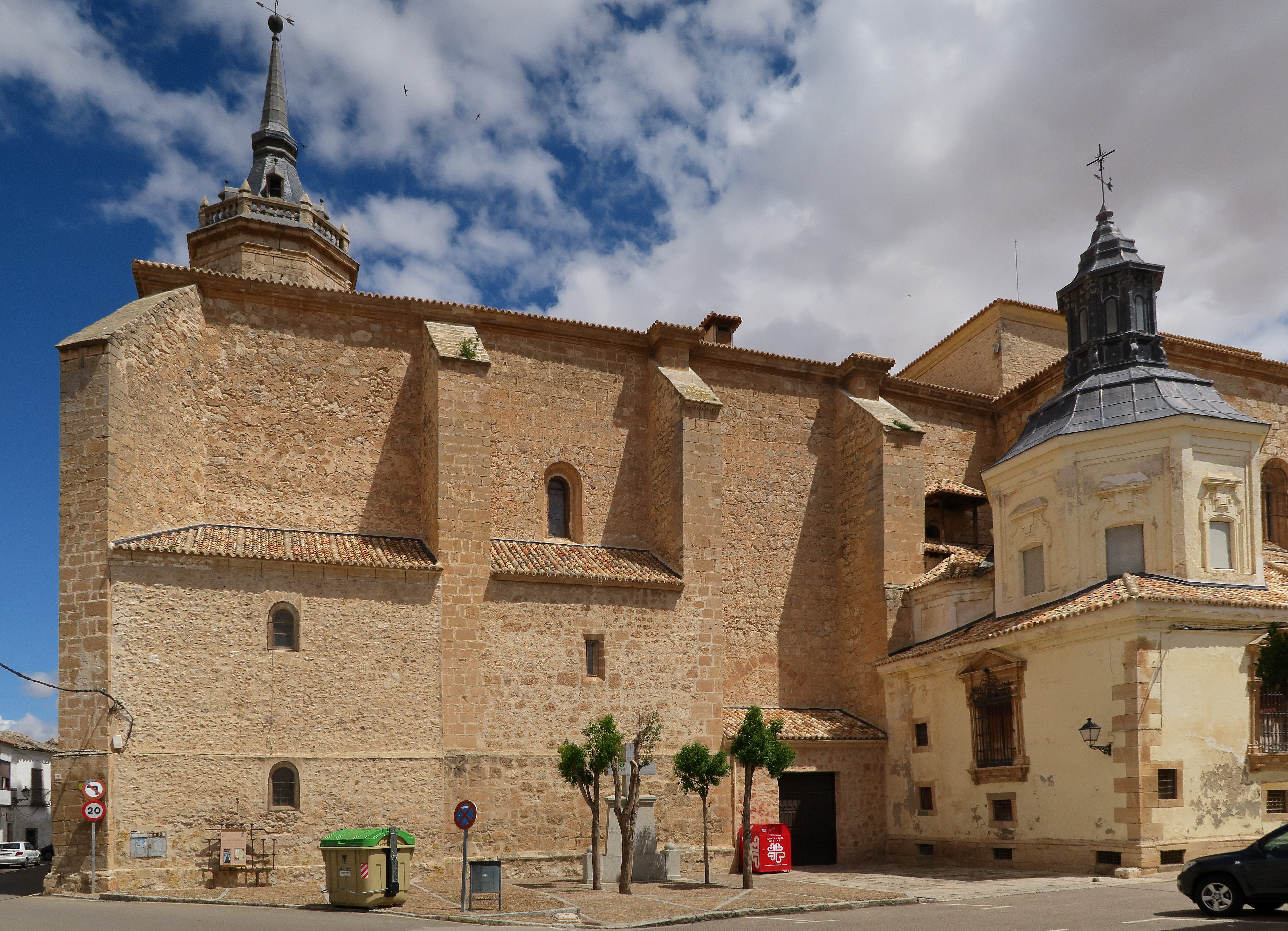
Chapelle de la Virgen del Rosario à droite
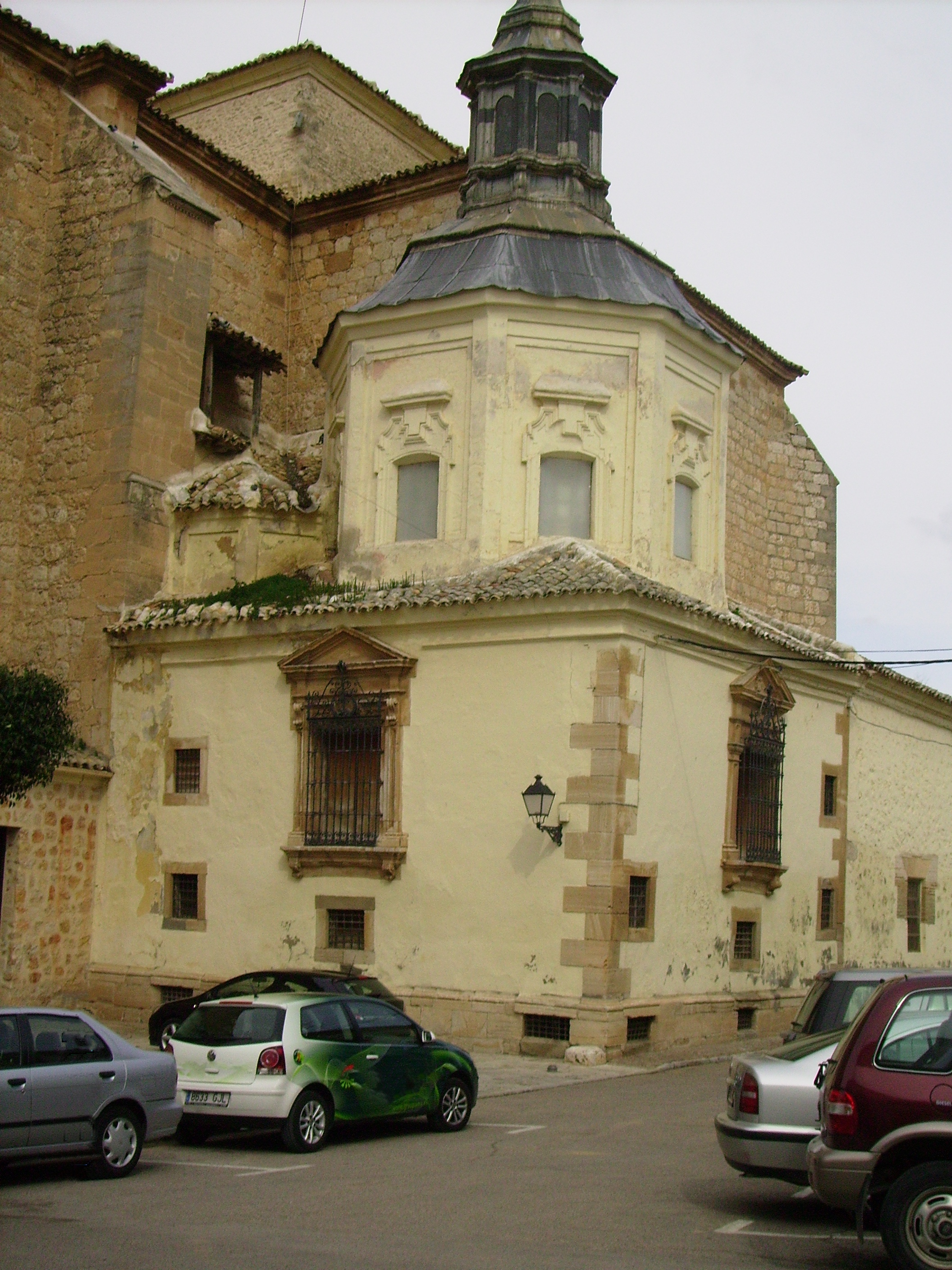
Chapelle de la Virgen del Rosario
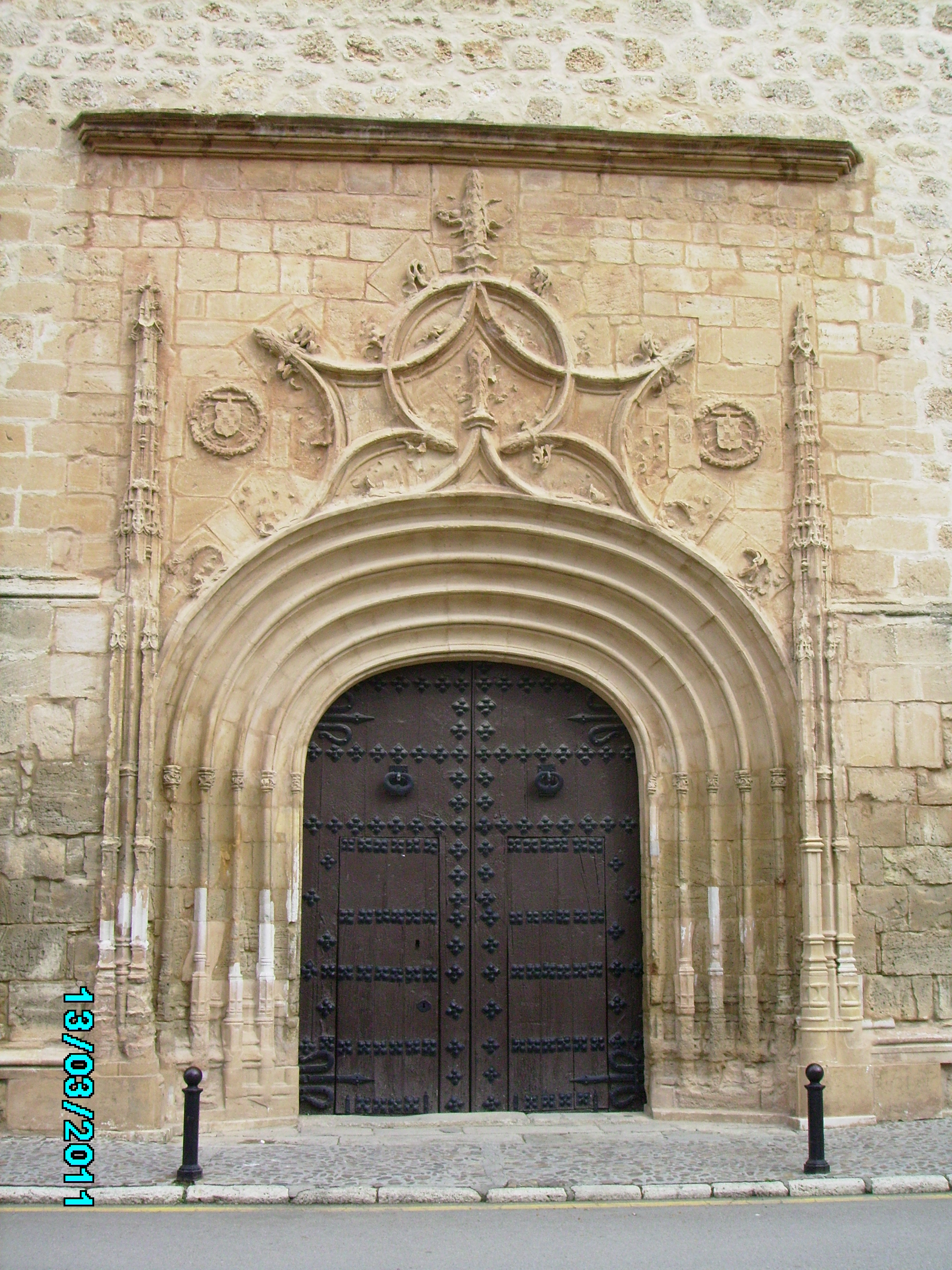
Portail de l'église

### Ermita de la Veracruz
La Ermita de la Veracruz (Chapelle de la Vraie Croix) est un édifice de typologie singulière, de plan octogonal couronné par une coupole, dont l'antécédent le plus lointain peut être le Saint-Sépulcre de Jérusalem, et plus récemment dans le style roman du XIIe siècle, La Chapelle Sainte-Marie d'Eunate de Pampelune) et l'Église de la Vera Cruz de Ségovie.
Dans cette chapelle était enterré pendant de longues années un membre de l'illustre famille de Los Torres de Tembleque. Par son extrême sobriété et sa pureté architecturale, on peut la dater de la seconde moitié du XVIIIe siècle. Elle a été réhabilitée par la Escuela-Taller de Restauración (École-Atelier de Restauration) de Tembleque en bibliothèque et en archive municipale.

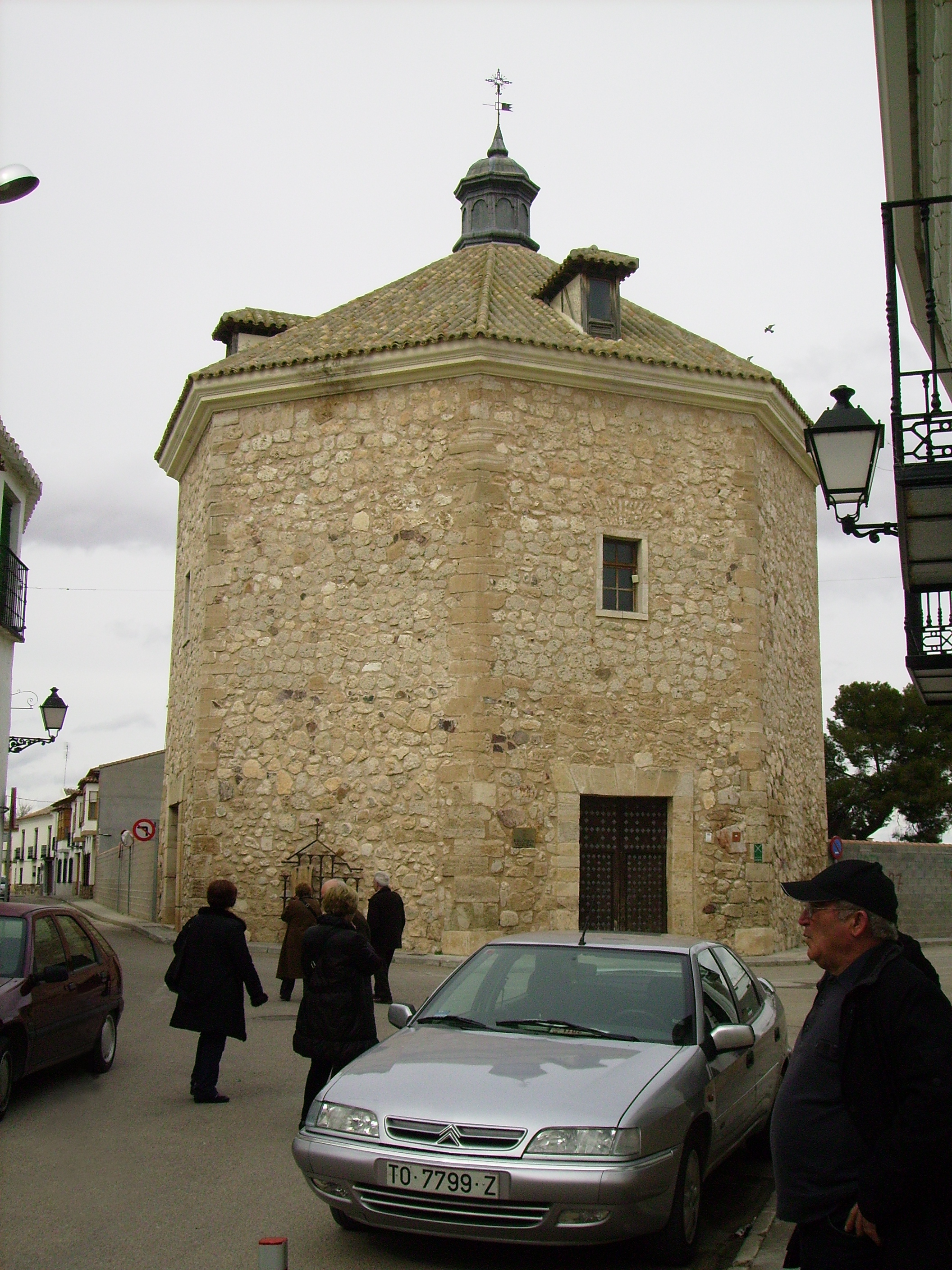
La Ermita de la Vera Cruz
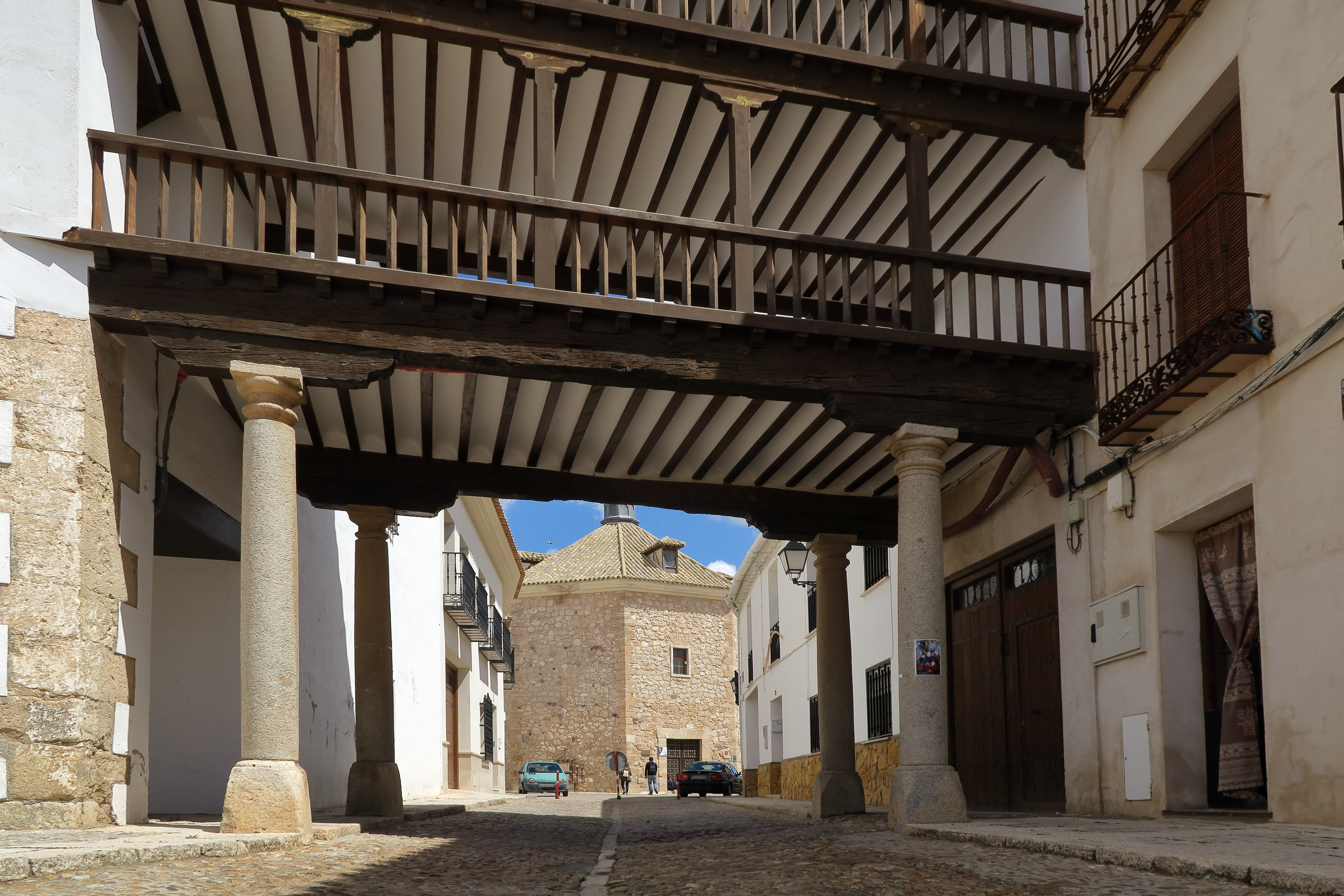
Chapelle de la Vera Cruz vue depuis la Plaza Mayor
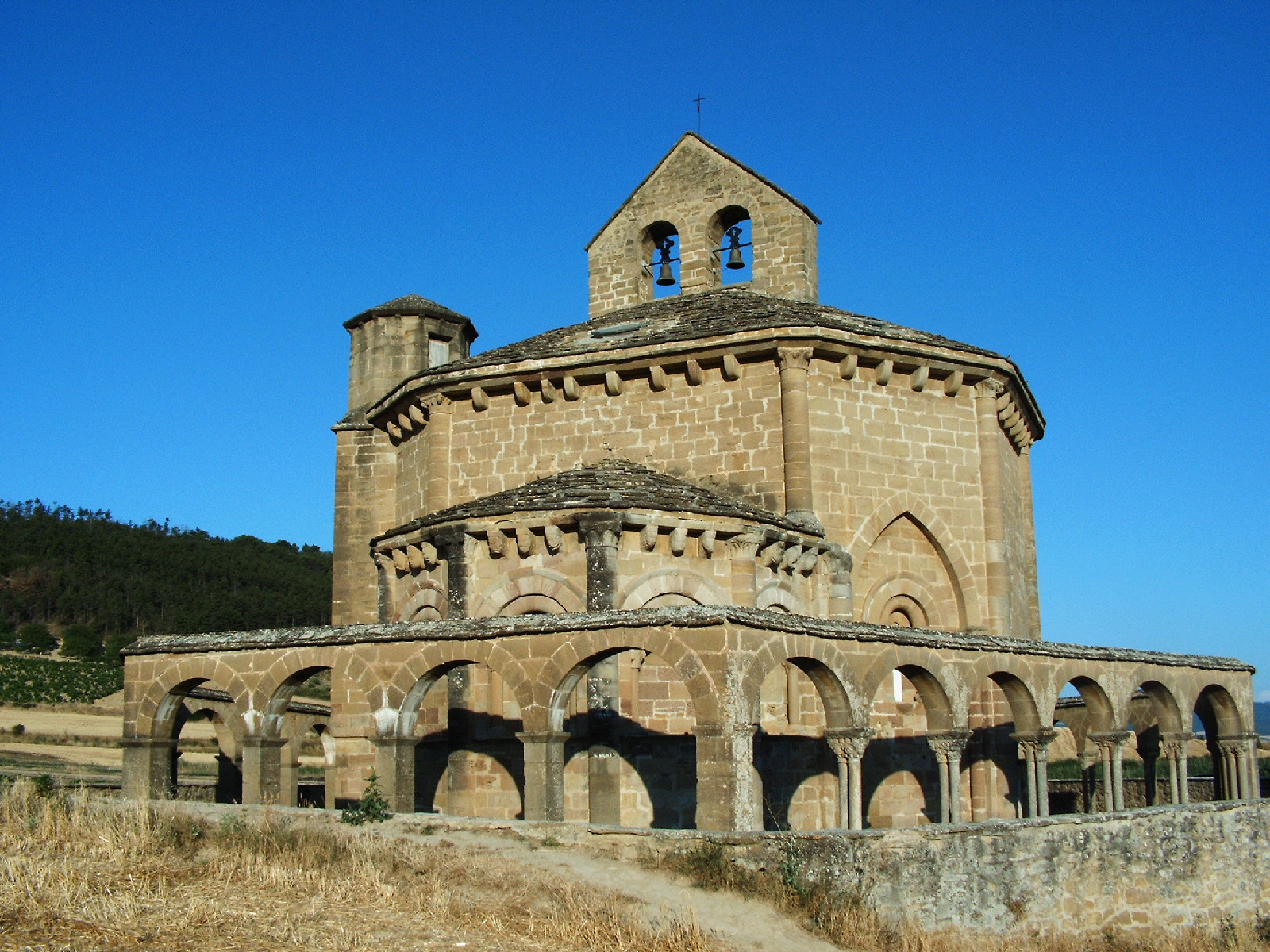
Église de Santa María de Eunate de Pampelune
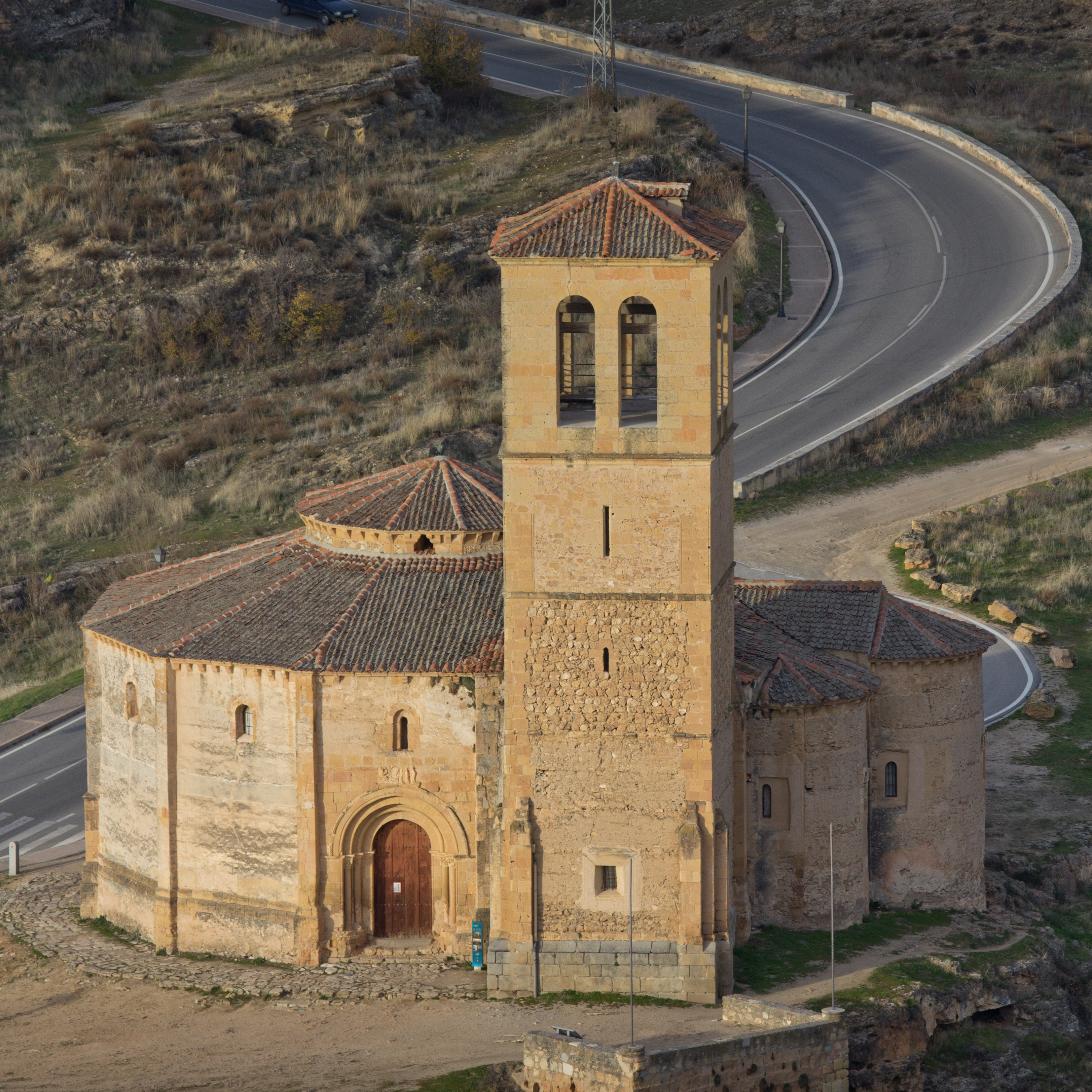
Iglesia de la Vera Cruz de Ségovie

### Ermita de la Purísima Concepción
Édifice d'une seule nef en forme de croix, elle se distingue par sa hauteur et son chœur droit. L'accès s'effectue par un petit porche latéral gauche. De ce même côté, à la hauteur du calvaire extérieur, se trouve, adossée à l'église, une petite chapelle pentagonale, dont l'intérieur de forme heptagonale est de construction d'évidence postérieure. Elle a été restaurée par l'École-Atelier de Restauration de Tembleque de 1985 à 1988.

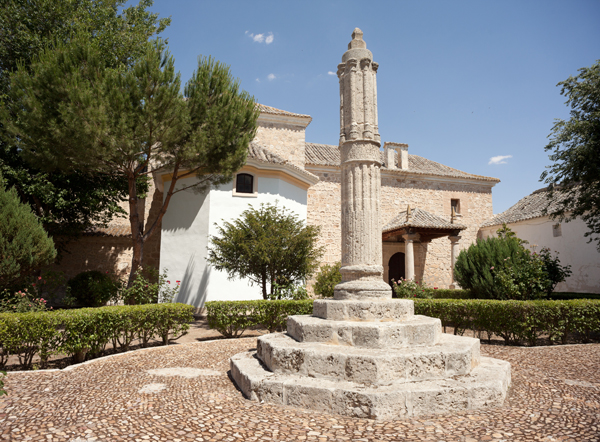
Église de la Purísima Concepción, chapelle pentagonale et porche
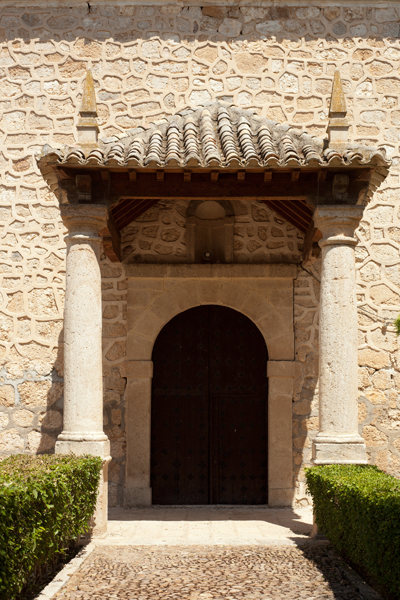
Détail du porche latéral
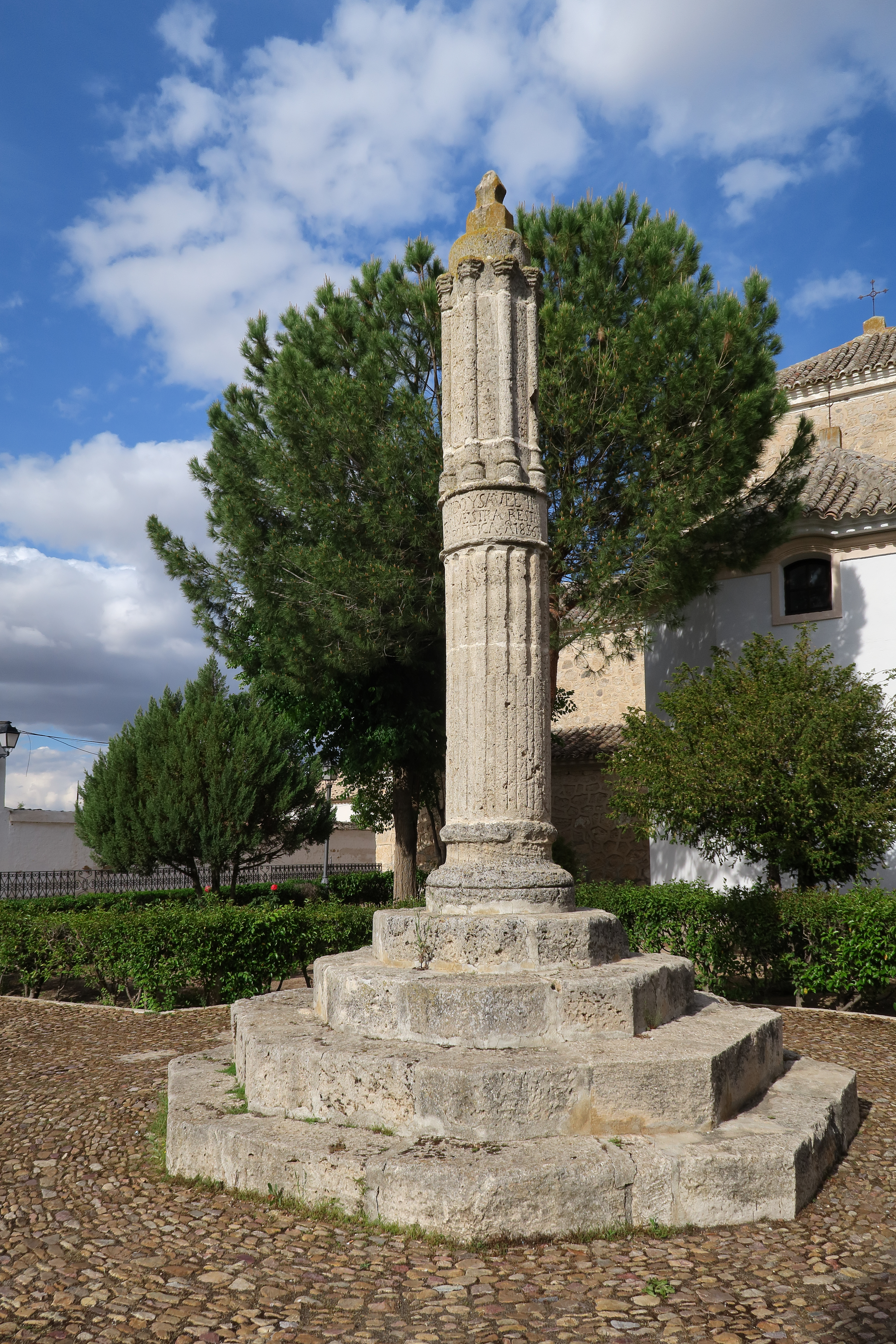
Rollo de Tembleque

À proximité de cette église se trouve le Rollo de Tembleque. Cet élément de petit patrimoine architectural est un rouleau juridictionnel, c'est-à-dire une colonne de pierre généralement surmontée d'une croix ou d'une boule (ce qui n'est pas le cas de celui de Tembleque). Il s'agit du symbole médiéval d'une ville où la juridiction s'applique, c'est-à-dire une ville d'importance par rapport aux villages de moindre notoriété. Selon les régions de Castille, ces rouleaux sont appelés rollo ou picota, ce dernier nom signifiant « piques » étant le symbole de la peine de mort : on plantait les têtes décapitées des condamnés à son sommet pour les exposer à la honte publique. Il servait de plus pour punir et faire payer les peines mineures aux délinquants communs, qui, après avoir été fouettés, étaient également exposés au public, vivants. Le rollo est l'équivalent du calvaire religieux, mais de fonction le plus souvent civile, marquant le niveau de juridiction de la ville, seigneurial royal (señorío real), municipal (concejil), ecclésiastique (eclesiástico) ou monastique (monástico).

### Ermita del Cristo del Valle
La Ermita del Cristo del Valle (Chapelle du Christ de la Vallée), également appelée Ermita del Cristo de la Palma (Chapelle du Christ de la Paume) est située à 15 kilomètres de Tembleque, à proximité du barrage de Finisterre (es). De style baroque et construite au XVIIe siècle sur un plan en forme de croix symétrique d'égale largeur que sa longueur, la nef ramassée est couronnée par une tour-lanterne. L'église est remarquable par ses décorations en corniches, ses pilastres et ses voûtes réalisées avec des motifs floraux. Deux romerías (processions religieuses) y sont célébrées chaque année, une le second dimanche de mai et l'autre le dernier dimanche de septembre.

### Ermita de San Antón
La Ermita de San Antón (Chapelle de Saint Antoine), construite au milieu du XIXe siècle, est située dans le quartier populaire typique de San Antón. On y a découvert récemment une grotte qui avait été murée. À proximité immédiate de la chapelle est célébrée la fête de San Antón les 16 et 17 janvier, qui clôture les fêtes de Noël. Pendant cette festivité, on allume un grand feu à côté de l'église, appelé le Feu de San Antón.

### Ermita de Nuestra Señora de Loreto
Autrefois isolée en dehors de la ville, la Ermita de Nuestra Señora de Loreto (Chapelle Notre Dame de Lorette) se trouve aujourd'hui en périphérie est de Tembleque, juste au carrefour de la départementale CM-3000 en direction de El Romeral et Lillo, non loin de l'autoroute d'Andalousie A4/E5 (Madrid-Jaén).
De style baroque, elle a été construite au XVIIIe siècle en petit appareil renforcé dans les angles par des pierres de taille. Les toits, à 3 ou 4 pentes, sont couverts de tuiles romaines. Les auvents de toits sont décorés de corniches moulurées. Les toits sont dotés de petites fenêtres en chien-assis qui illuminent la voûte intérieure et le petit arc, actuellement bouché, où était probablement placée une cloche.
L'édifice comprend une nef unique, divisée en deux parties séparées par un arc-doubleau : la première partie est couverte par une voûte en berceau, et celle de l'intérieur, sous laquelle devait se trouver l'autel primitif, aujourd'hui disparu, est couverte par une coupole semi-sphérique.
La chapelle étant au bord de la ruine en 2017, gravement fissurée, menaçant de s'effondrer et étayée par l'extérieur, les auteurs d'un blog sur l'histoire et le patrimoine de la ville tirent la sonnette d'alarme pour essayer d'attirer l'attention des autorités et tenter de sauver le monument.

### Les trois Moulins à vent de Tembleque
À 400 mètres de la limite est de Tembleque se trouvent trois moulins à vent anciens, comme ceux de Consuegra et de Campo de Criptana qualifiés de "Moulins de Don Quichote", dont deux rénovés et en état de fonctionnement et un sans toit ni ailes.

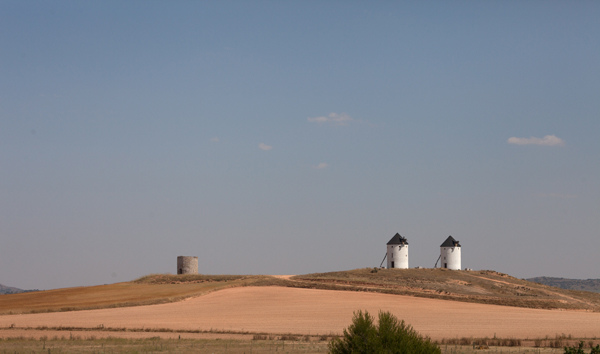
Les trois Moulins aux environs immédiats de Tembleque
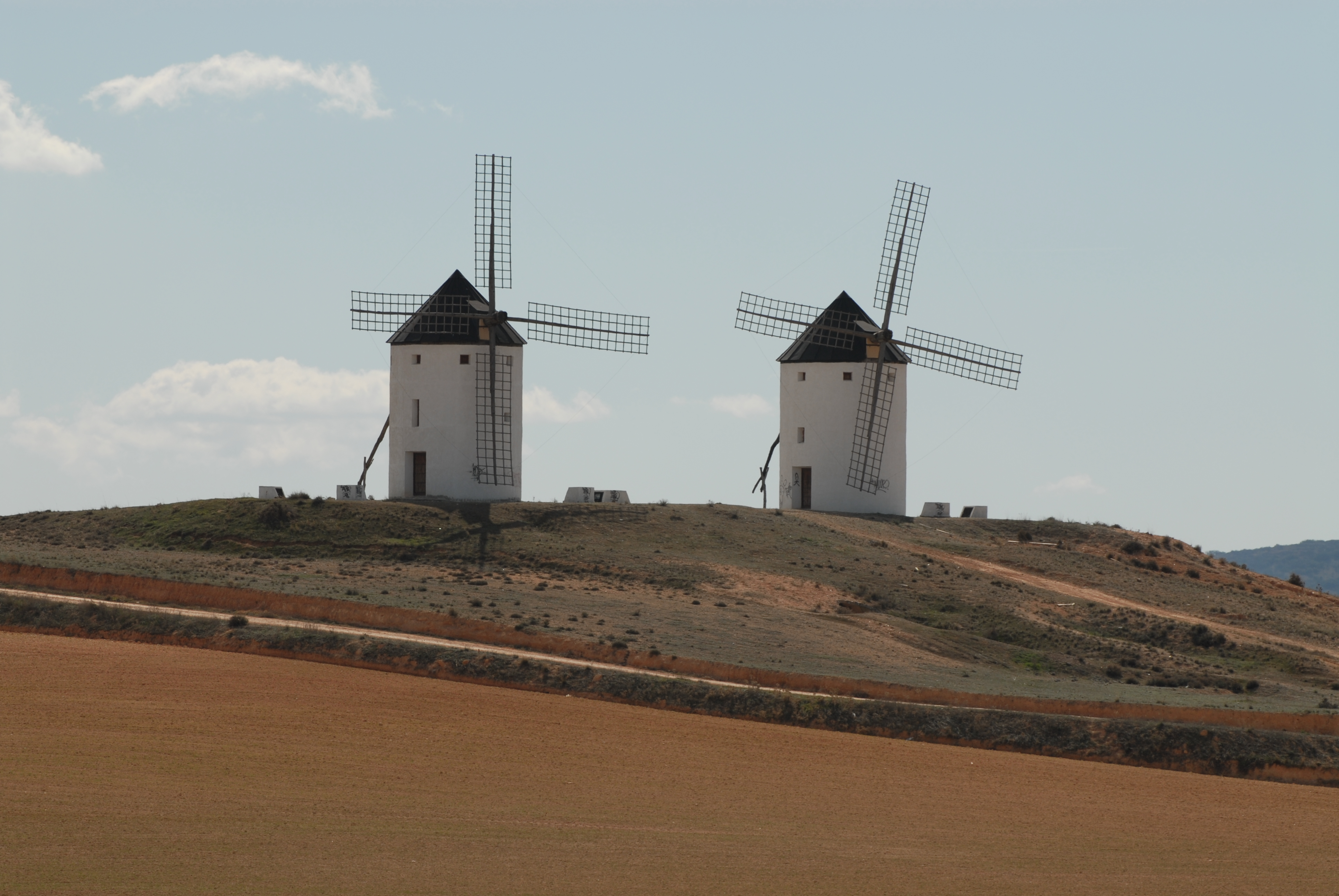
Les deux Moulins rénovés
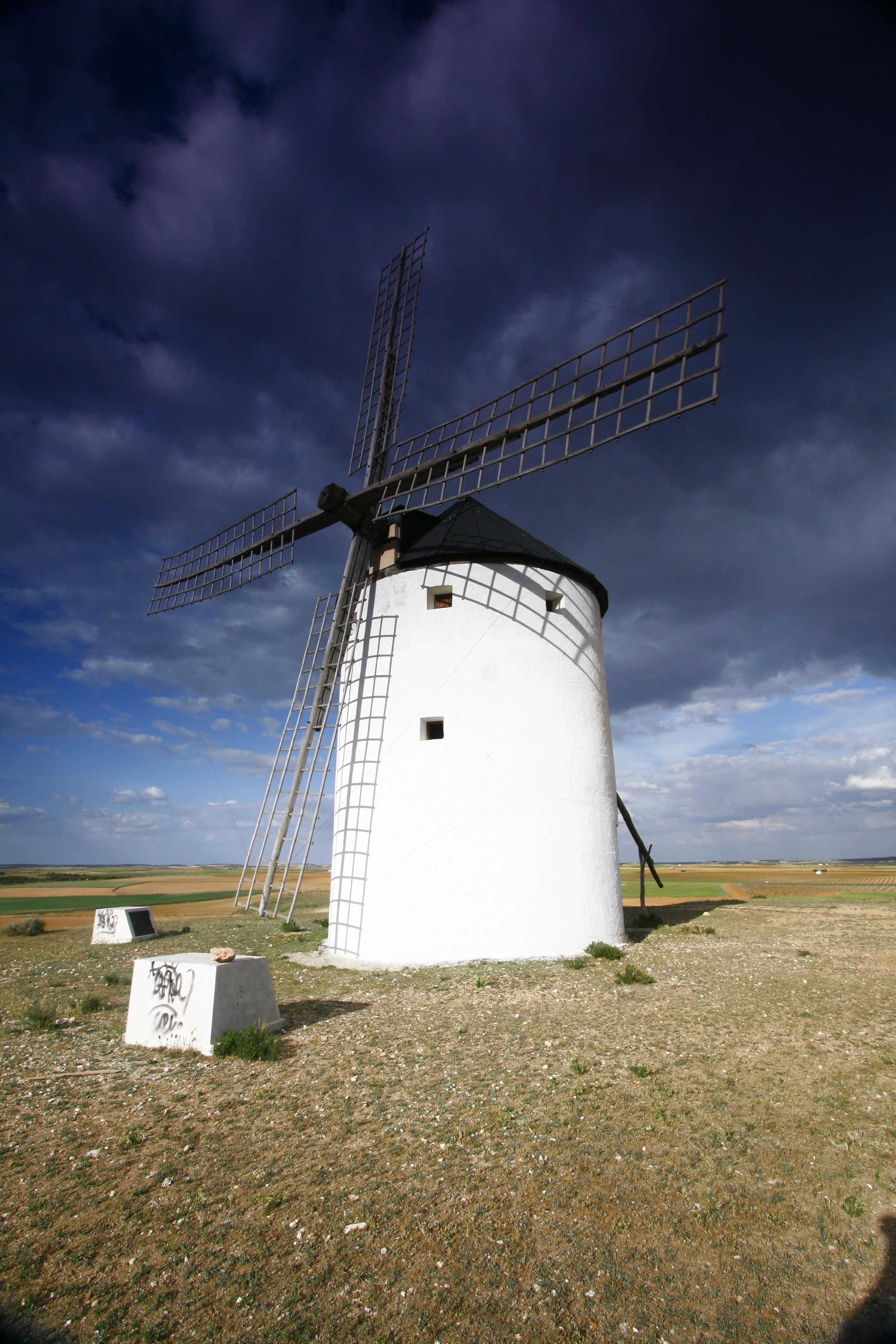
Moulin au printemps

### Autres monuments

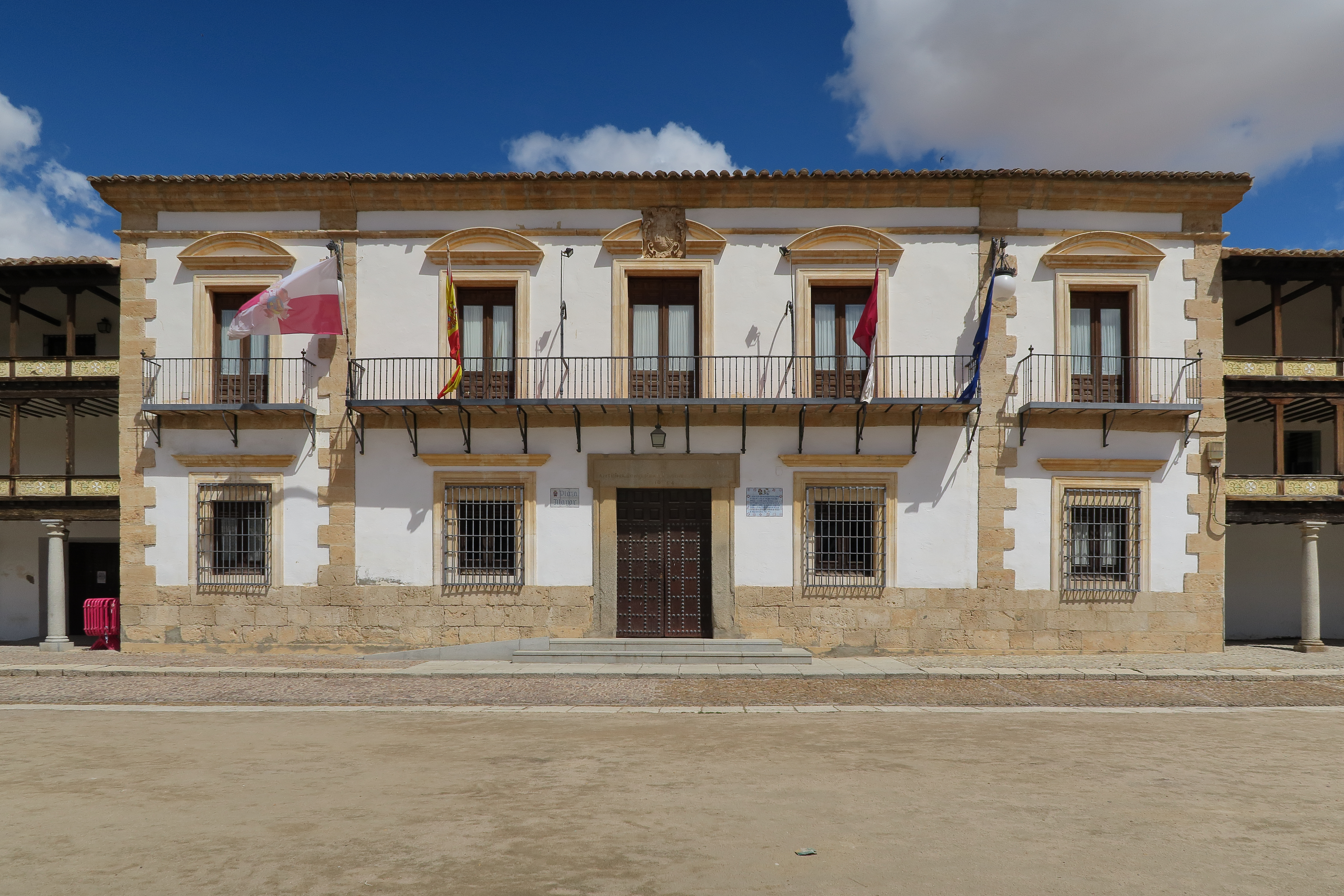
Mairie de Tembleque sur la Plaza Mayor
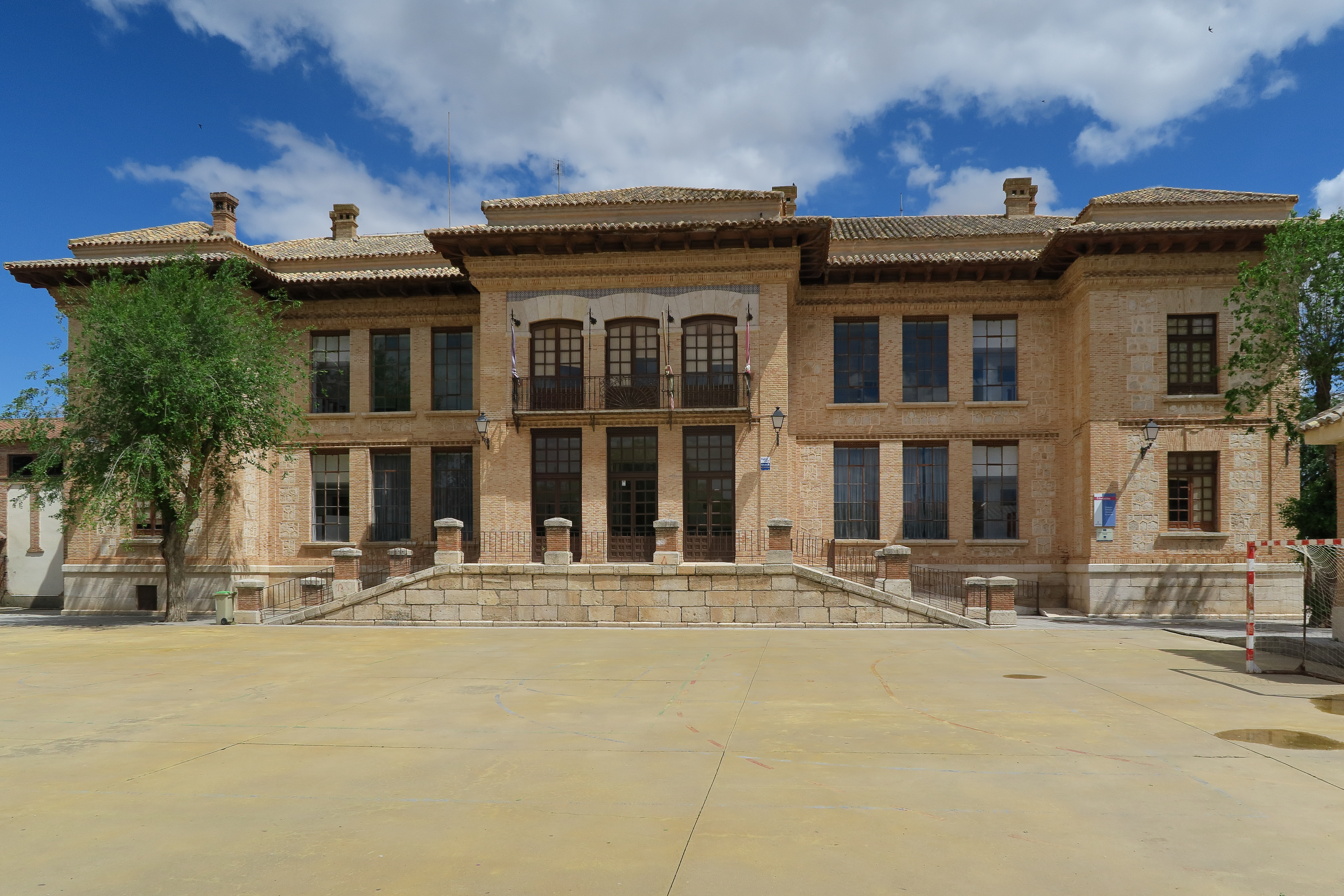
Centre scolaire Antonia González
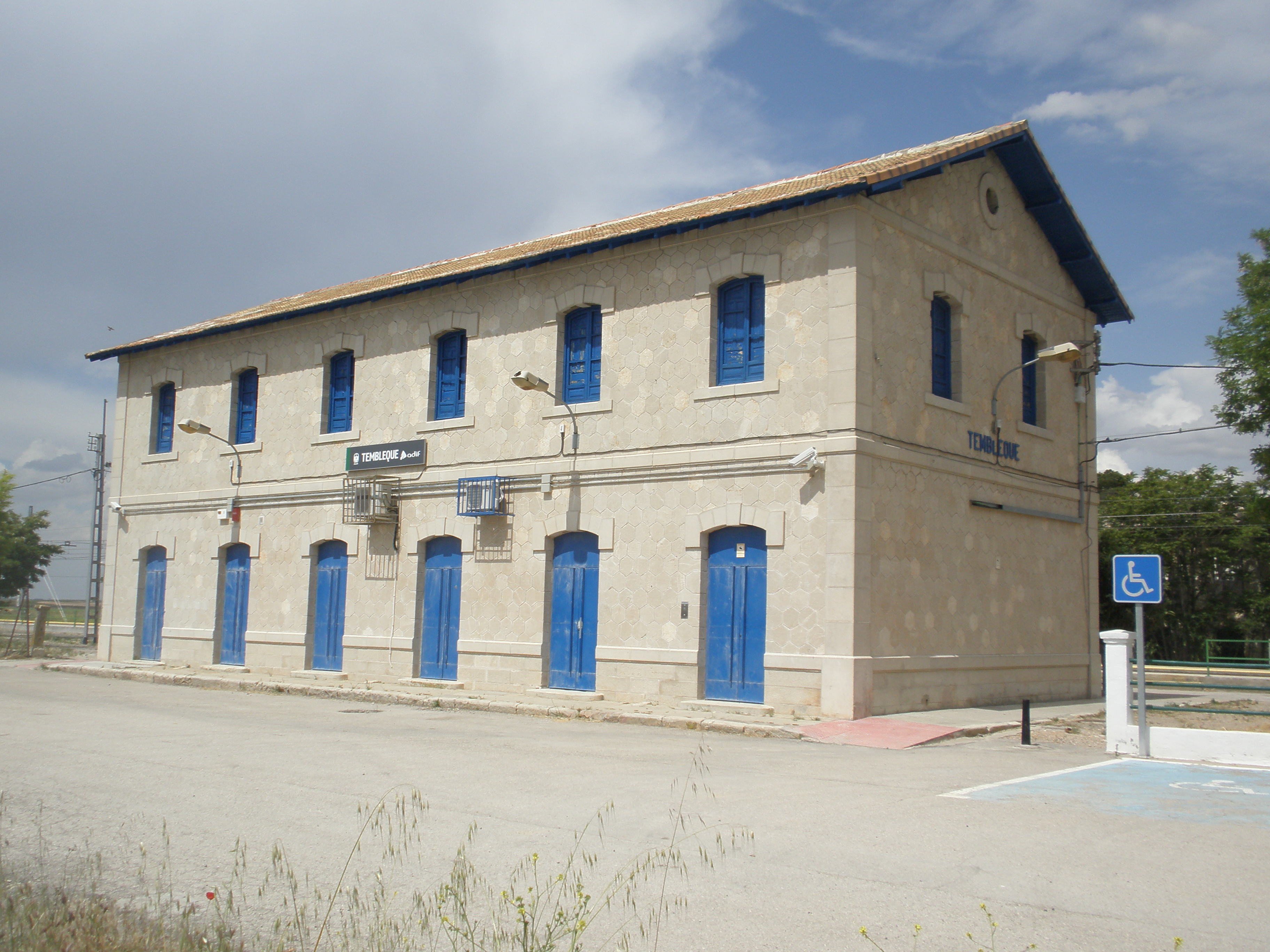
Gare de Tembleque

### Petit patrimoine

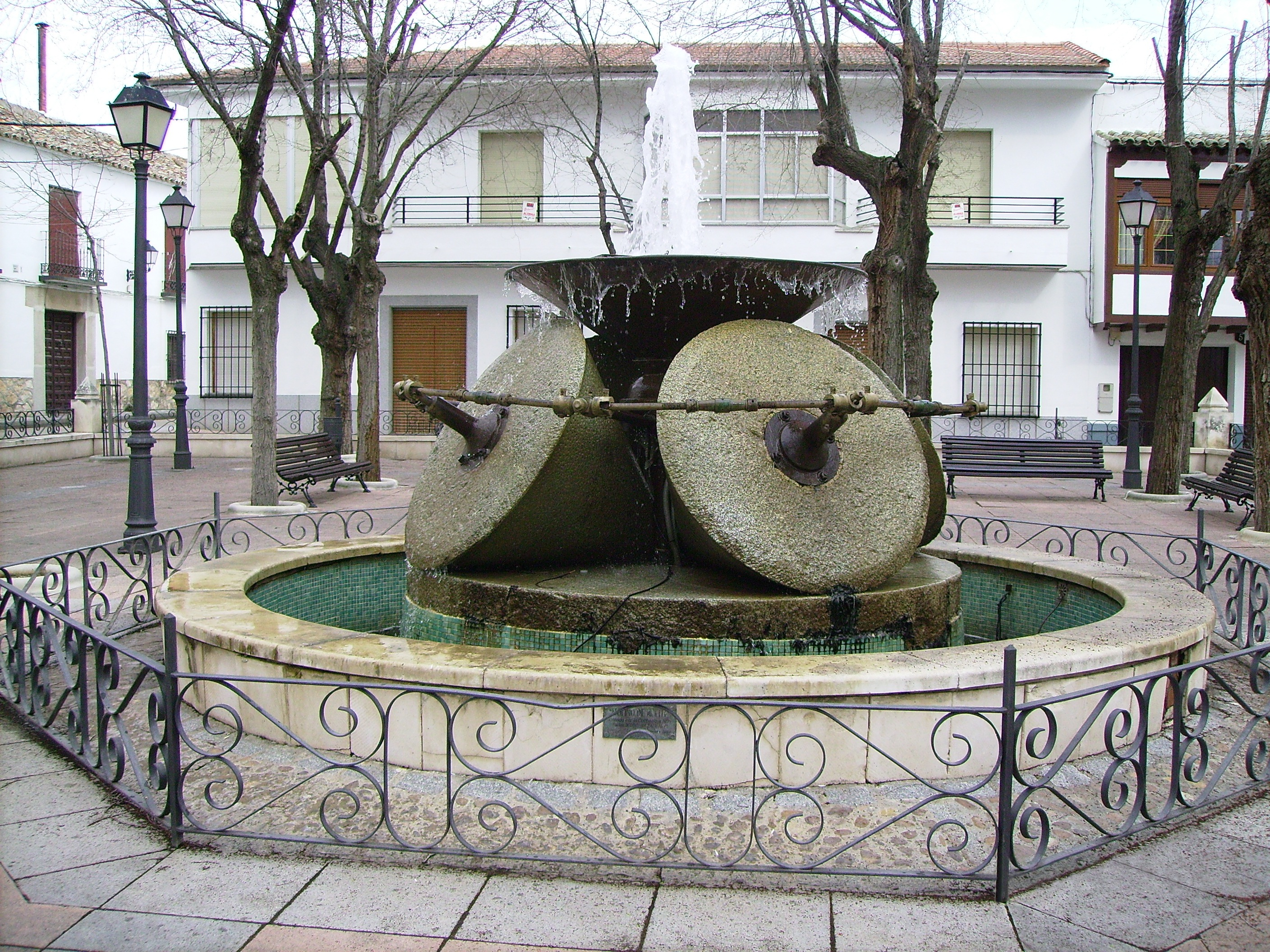
Place des Moulins
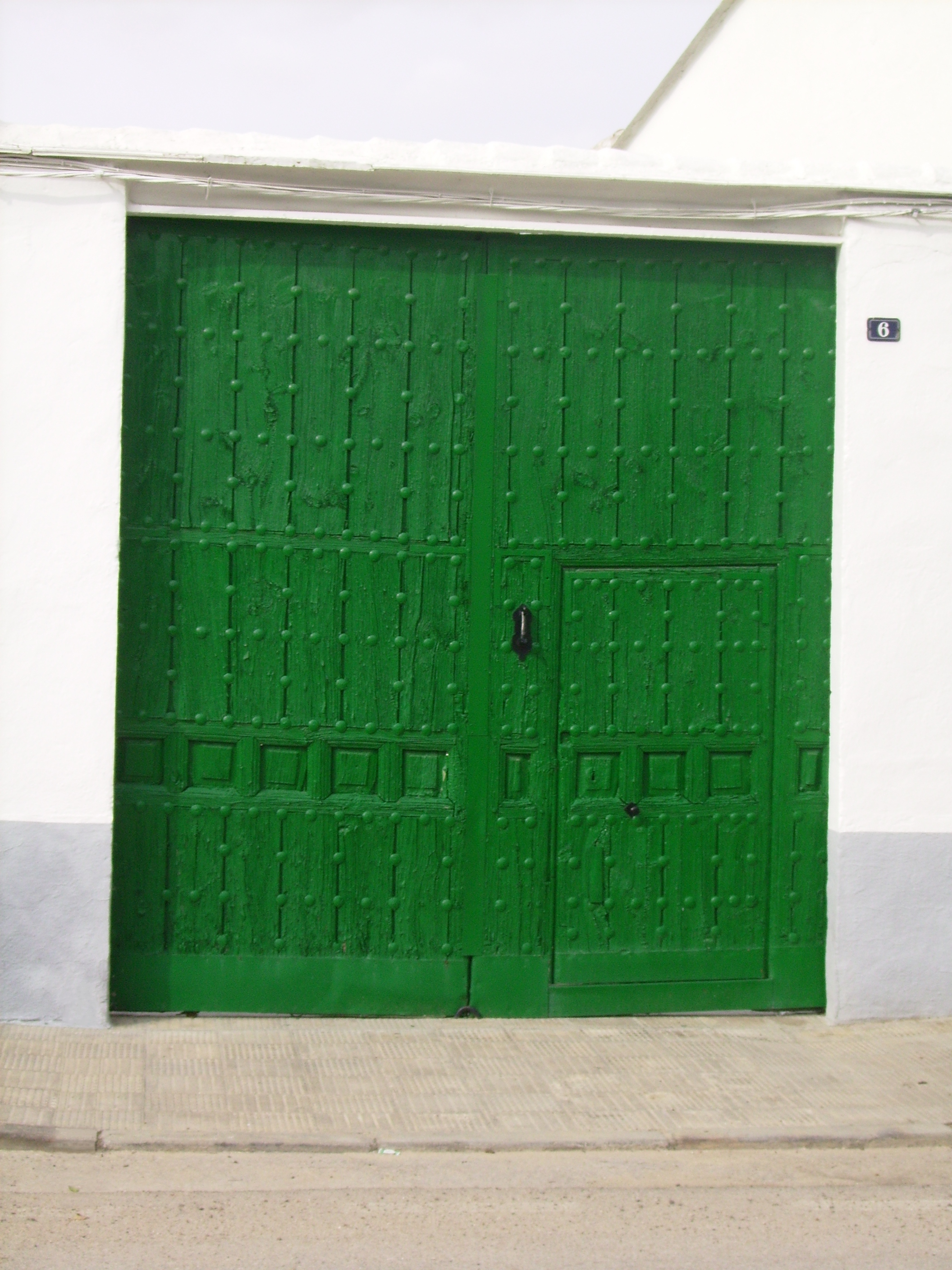
Porte castillane typique
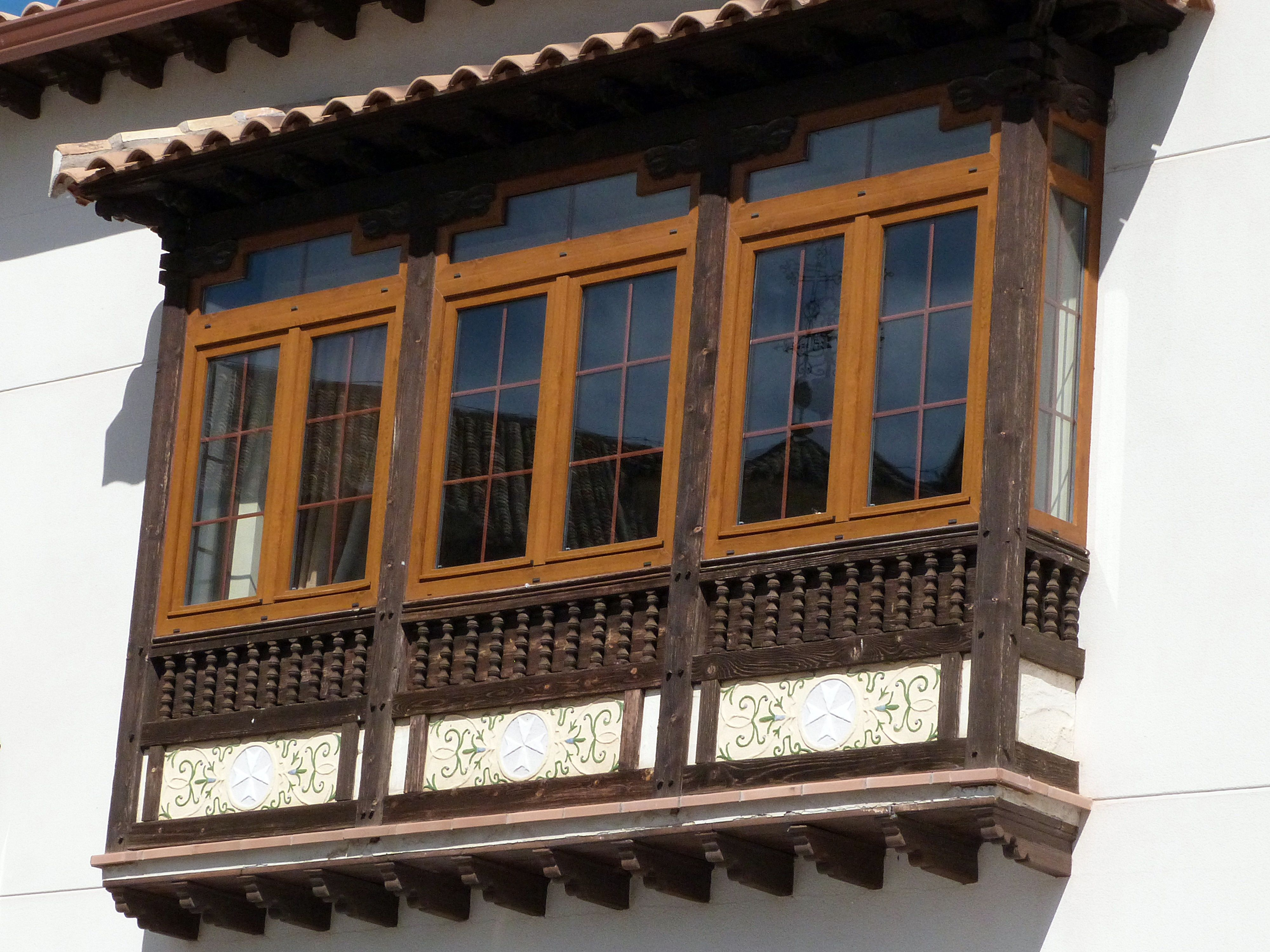
Balcon typique
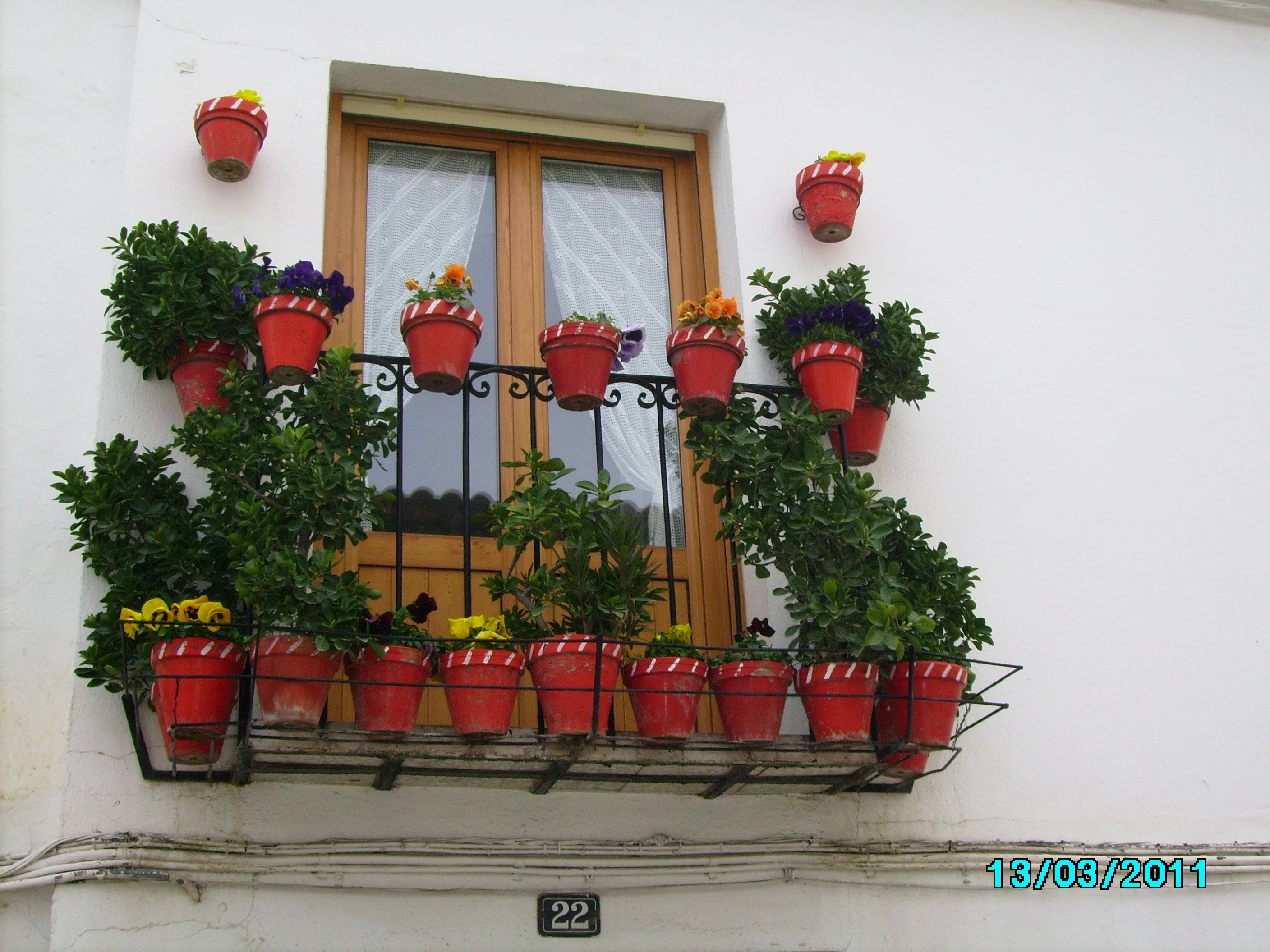
Balcon fleuri
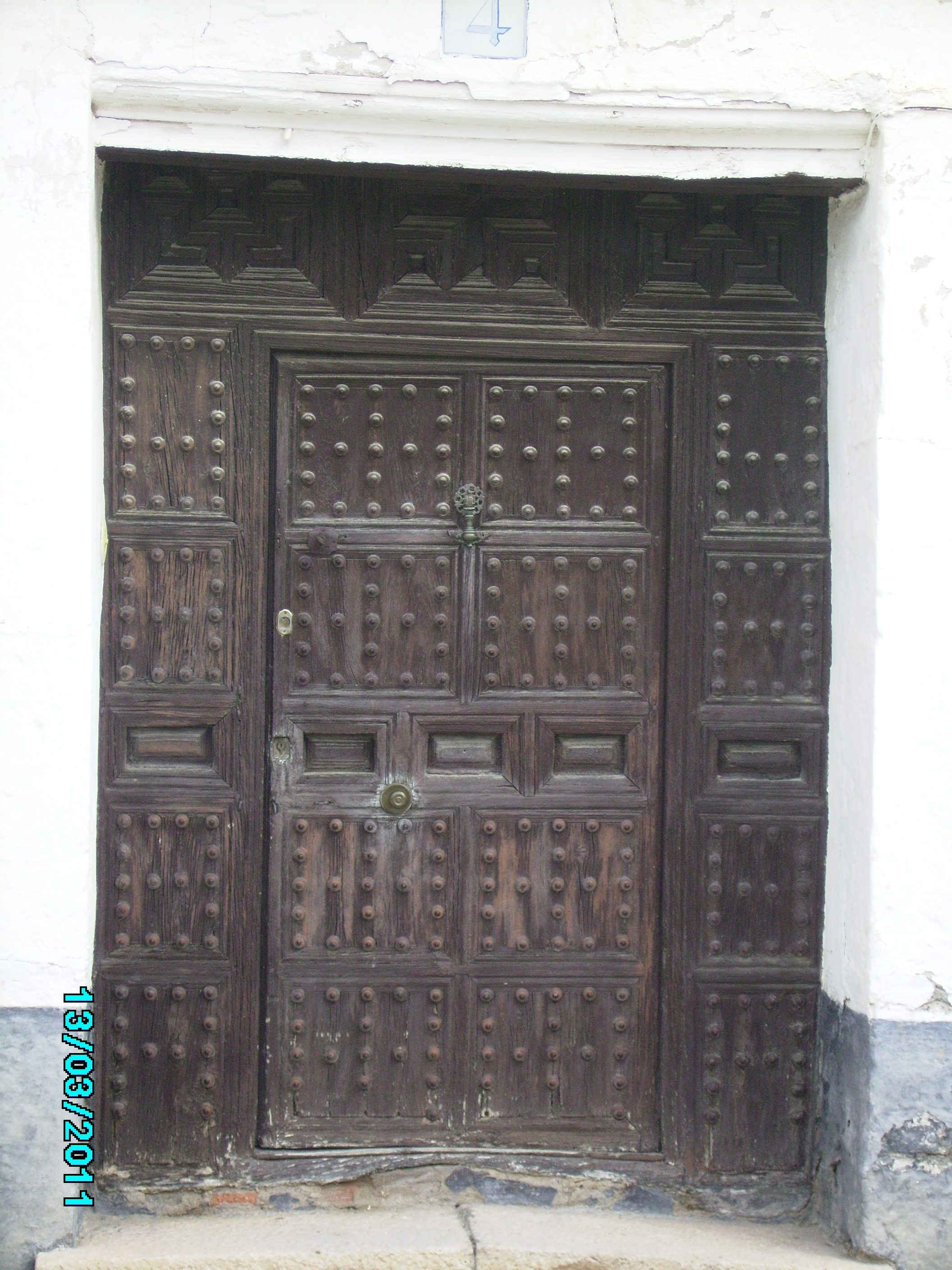
Porte ancienne

## Administration
| Période                                  | Période | Identité                 | Étiquette | Qualité |
| ---------------------------------------- | ------- | ------------------------ | --------- | ------- |
| 2015                                     | 2019    | Jesús Fernández Clemente | PSOE      |         |
| Les données manquantes sont à compléter. |         |                          |           |         |

## Démographie
| 1900 | 1910 | 1920 | 1930 | 1940 | 1950 | 1960 | 1970 | 1981 | 1991 | 1996 | 1998 | 1999 |
| ---- | ---- | ---- | ---- | ---- | ---- | ---- | ---- | ---- | ---- | ---- | ---- | ---- |
| 3666 | 3653 | 3617 | 3897 | 3626 | 3833 | 3412 | 2676 | 2202 | 2141 | 2121 | 2115 | 2101 |
| 2000 | 2001 | 2003 | 2004 | 2005 | 2006 | 2012 | 2014 | 2016 |      |      |      |      |
| 2099 | 2132 | 2157 | 2174 | 2190 | 2227 | 2271 | 2179 | 2091 |      |      |      |      |

## Personnalités liées à Tembleque
- Sebastián de Nieva Calvo, écrivain et poète du XVIIe siècle ;
- Fray Martín de Rojas y Portalrrubio, de l'Ordre de Saint-Jean de Jérusalem, évêque de Malte et théologien ;
- Antonio del Campo Borja, évêque de Milan ;
- Fray Francisco Sánchez Grande, confesseur de Felipe IV de España ;
- Manuel López Pintado, amiral de la Armada de Indias, premier marquis de Torre Blanca de Aljarafe (es), vicecomte de Cabrera (es) par concession de Felipe V de España, chevalier de l'Ordre de Santiago ;
- Francisco de Tembleque (es) (?-1589 ou 1590), frère franciscain qui construisit au XVIe siècle un aqueduc dans l'actuel Mexico, déclaré Patrimoine de l'Humanité sous le nom d'Aqueduc de Padre Tembleque ;
- José Antonio López Gil, carmélite déchaux, provincial de son ordre et évêque de Jaca ;
- Antonio Fernández Alejo, chevalier de l'Ordre de Santiago qui construisit son palais à Tembleque, connu comme Casa de las Torres ;
- Ángel Jesús Mejías (es) (1959-), footballeur, gardien de but de l'Atlético de Madrid.
- Perfecto Carrascosa Santos (1906-1936), un prêtre espagnol du village de Villacañas, victime de la guerre civile espagnole, torturé et tué à Tembleque, martyr chrétien béatifié en 2007[10].